# Lentilly
Lentilly [lɑ̃tiji] est une commune française située dans le département du Rhône, en région Auvergne-Rhône-Alpes.
Ses habitants sont les Lentillois et les Lentilloises.

## Géographie

### Situation
La commune de Lentilly est située à 15 kilomètres au nord-ouest de Lyon et à 4 kilomètres au sud-est de L'Arbresle. La commune s'étend sur 1 838 hectares.

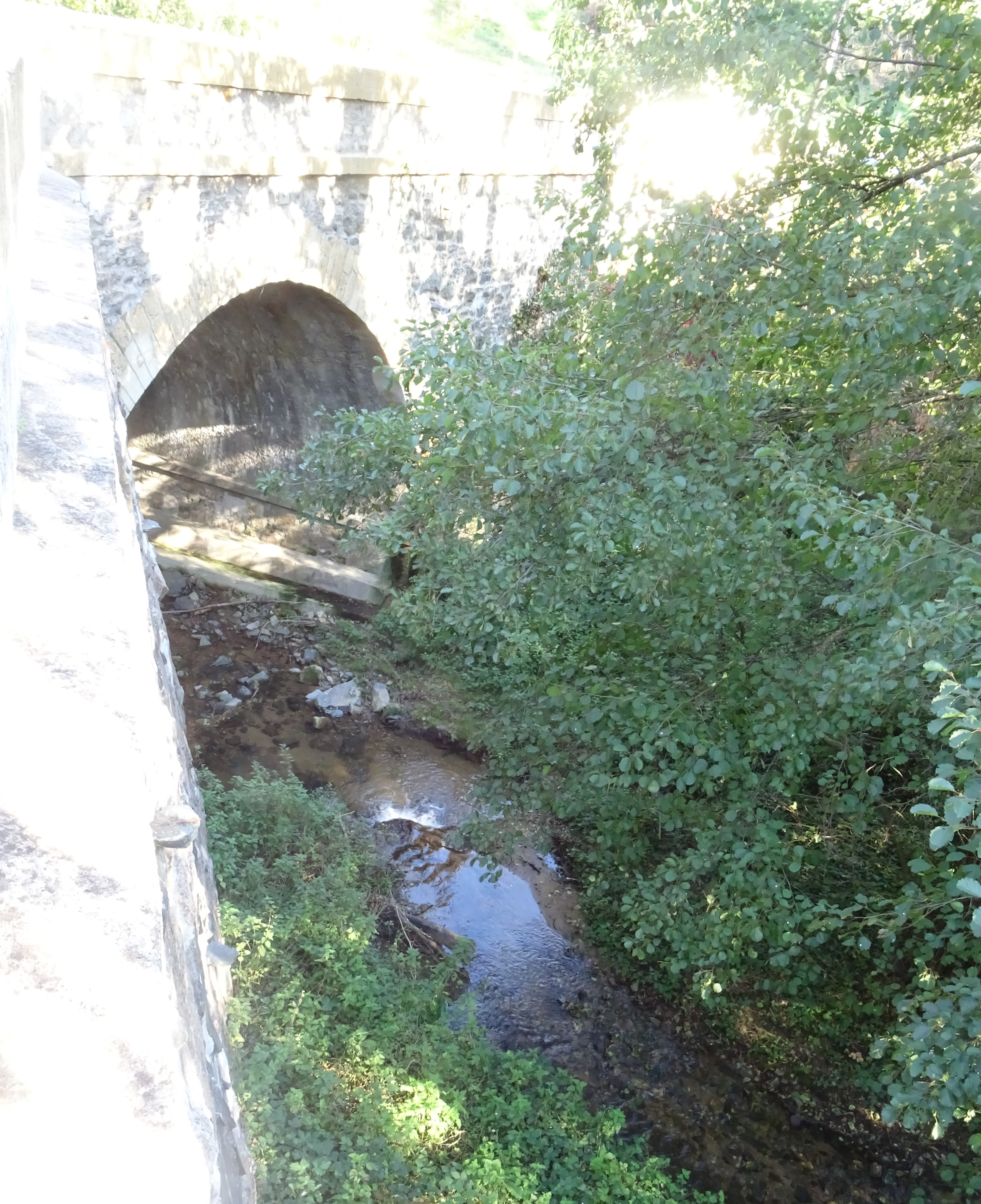
pont sur le Buvet

Elle est à la limite septentrionale, sur la retombée, des monts du Lyonnais. Ceux-ci n’en représentent qu’une minime frange à l’extrême sud de la commune avec le mont Mercruy qui culmine à 567 mètres. La majeure partie de l’espace communal se présente comme un plan incliné du sud vers 400 mètres d’altitude, au pied de la montagne, vers 270 mètres au nord en limite de la commune de Lozanne. Selon les géomorphologues, ce long versant doit être interprété comme un pédiment c’est-à-dire comme un glacis formé au cours de l’ère tertiaire sous un climat subtropical par un travail de sape latéral progressif du relief montagneux devenu résiduel. (Il en est ainsi de tout l’ensemble de ce qu’on appelle le plateau lyonnais, étiré jusqu’à la vallée du Gier sur près de 30 kilomètres). Si, depuis ces temps géologiques très anciens, les processus érosifs ont épargné ce plan incliné fait de gneiss granitique et d ’amphibole, ils ont eu plus de facilité à affouiller la couverture de sédiments plus tendres qui affleurent dans la partie est de la commune. Il en découle une forte dissymétrie dans l’organisation du réseau hydrographique, divisé entre deux bassins-versants car, grâce à cette érosion plus facile, l’essentiel du drainage se fait vers la Brévenne au nord par le ruisseau du Buvet et le ruisseau des Tanneries, son affluent de rive gauche. C’est là que se situe la cote la plus basse du territoire de Lentilly (340 m). Seule une petite partie dans l’angle sud-est a son écoulement vers l’Yzeron par le ruisseau qui porte dans sa partie aval le nom de Charbonnières.
L’homme s’est adapté à ce milieu naturel : le contraste est total entre les défrichements de l’ensemble du territoire et la forêt qui revêt la frange montagneuse méridionale. Le réseau de communication avait son passage obligé sur Lentilly afin de contourner la montagne en la serrant au plus près. Il en est ainsi de la RN7 qui a succédé à la voie royale. La ligne ferroviaire de Lyon-Saint-Paul à Montbrison en 1873 a adopté le même tracé. Etablie récemment, l’autoroute A89 emprunte le territoire de la commune sur 3 km. Enfin, l’immensité du panorama, des monts d’Or à l’est aux monts du Beaujolais à l’ouest en passant par le val de Saône, devait séduire de nombreux Lyonnais fortunés qui y ont construit leurs châteaux à la Belle époque.

### Géologie et relief
L'altitude varie entre 240 et 567 mètres. Mercruy, un des reliefs les plus saillants avec 567 mètres, est un point arrondi qui appartient aux monts du Lyonnais.
Le sol, formé par l'effritement du gneiss granitique et des micaschistes amphiboliques, fait que les terres qui en résultent sont en général siliceuses et sur quelques points silico-argileuses.
La richesse de la couche végétale est moyenne en azote et en acide phosphorique. La terre est pauvre en chaux et suffisamment pourvue de potasse. Les productions principales sont des fourrages, des céréales, du vin et des légumes divers.

### Hydrographie
Lentilly est arrosée par des ruisseaux tributaires de la Brévenne ou de l'Yzeron, comme ceux du Buvet, des Tanneries, des Flaches, de la Grande Rivière du Gourd et de la Goutte.

### Voies de communication et transports

#### Desserte routière
La commune est traversée par l'autoroute A89, à partir de laquelle elle est accessible par la sortie no 38, ainsi que par la route nationale 7. D'autre part, les routes départementales no 7 (Charbonnières-les-Bains - Sain-Bel), no 19 (Sain-Bel - Éveux) et no 70 (Lozanne - Pollionnay) sillonnent aussi la commune.

#### Transport ferroviaire
La ligne du tram-train de l'Ouest lyonnais dessert la commune, avec la gare de Lentilly et la halte de Charpenay.

#### Transports en commun routiers
La commune est desservie par la ligne 116 des cars du Rhône qui relie Lyon à Cours.

### Climat
Pour des articles plus généraux, voir Climat d'Auvergne-Rhône-Alpes et Climat du Rhône.
En 2010, le climat de la commune est de type climat océanique dégradé des plaines du Centre et du Nord, selon une étude du Centre national de la recherche scientifique s'appuyant sur une série de données couvrant la période 1971-2000. En 2020, Météo-France publie une typologie des climats de la France métropolitaine dans laquelle la commune est exposée à un climat de montagne ou de marges de montagne et est dans la région climatique  Nord-est du Massif Central, caractérisée par une pluviométrie annuelle de 800 à 1 200 mm, bien répartie dans l’année.
Pour la période 1971-2000, la température annuelle moyenne est de 11,3 °C, avec une amplitude thermique annuelle de 17,6 °C. Le cumul annuel moyen de précipitations est de 784 mm, avec 9,5 jours de précipitations en janvier et 6,6 jours en juillet. Pour la période 1991-2020, la température moyenne annuelle observée sur la station météorologique de Météo-France la plus proche, « Le Breuil », sur la commune du Breuil à 10 km à vol d'oiseau, est de 11,6 °C et le cumul annuel moyen de précipitations est de 749,8 mm,. Pour l'avenir, les paramètres climatiques de la commune estimés pour 2050 selon différents scénarios d'émission de gaz à effet de serre sont consultables sur un site dédié publié par Météo-France en novembre 2022.

## Urbanisme

### Typologie
Au 1er janvier 2024, Lentilly est catégorisée ceinture urbaine, selon la nouvelle grille communale de densité à sept niveaux définie par l'Insee en 2022.
Elle appartient à l'unité urbaine de Lyon, une agglomération inter-départementale regroupant 123  communes, dont elle est une commune de la banlieue,,. Par ailleurs la commune fait partie de l'aire d'attraction de Lyon, dont elle est une commune de la couronne,. Cette aire, qui regroupe 397 communes, est catégorisée dans les aires de 700 000 habitants ou plus (hors Paris),.

### Occupation des sols
L'occupation des sols de la commune, telle qu'elle ressort de la base de données européenne d’occupation biophysique des sols Corine Land Cover (CLC), est marquée par l'importance des territoires agricoles (68,4 % en 2018), en diminution par rapport à 1990 (71,5 %). La répartition détaillée en 2018 est la suivante :
prairies (42 %), zones urbanisées (15,4 %), zones agricoles hétérogènes (14,3 %), forêts (13,3 %), terres arables (12,2 %), zones industrielles ou commerciales et réseaux de communication (2,9 %). L'évolution de l’occupation des sols de la commune et de ses infrastructures peut être observée sur les différentes représentations cartographiques du territoire : la carte de Cassini (XVIIIe siècle), la carte d'état-major (1820-1866) et les cartes ou photos aériennes de l'IGN pour la période actuelle (1950 à aujourd'hui).

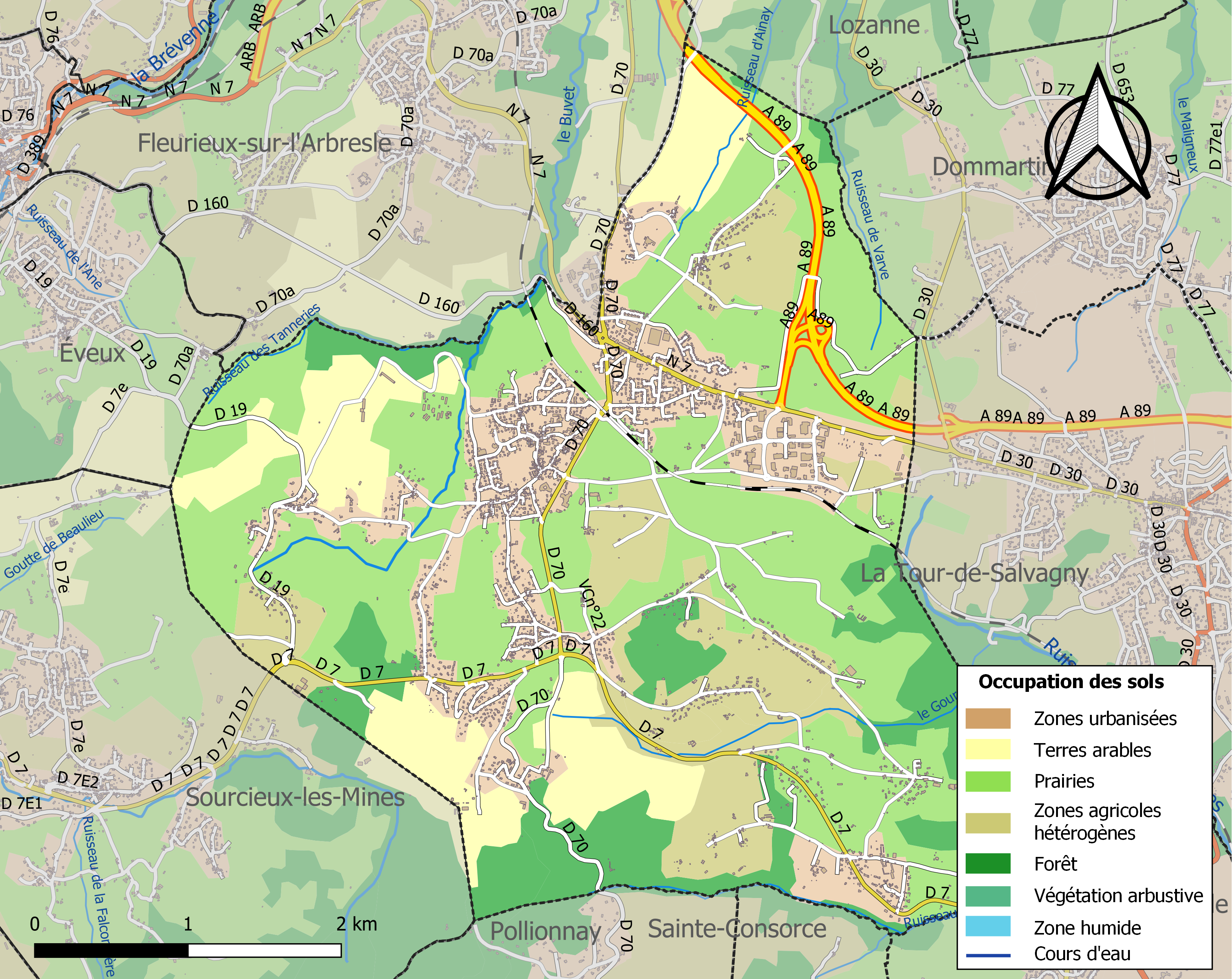
Carte des infrastructures et de l'occupation des sols de la commune en 2018 (CLC).

## Histoire

### Temps gallo-romains

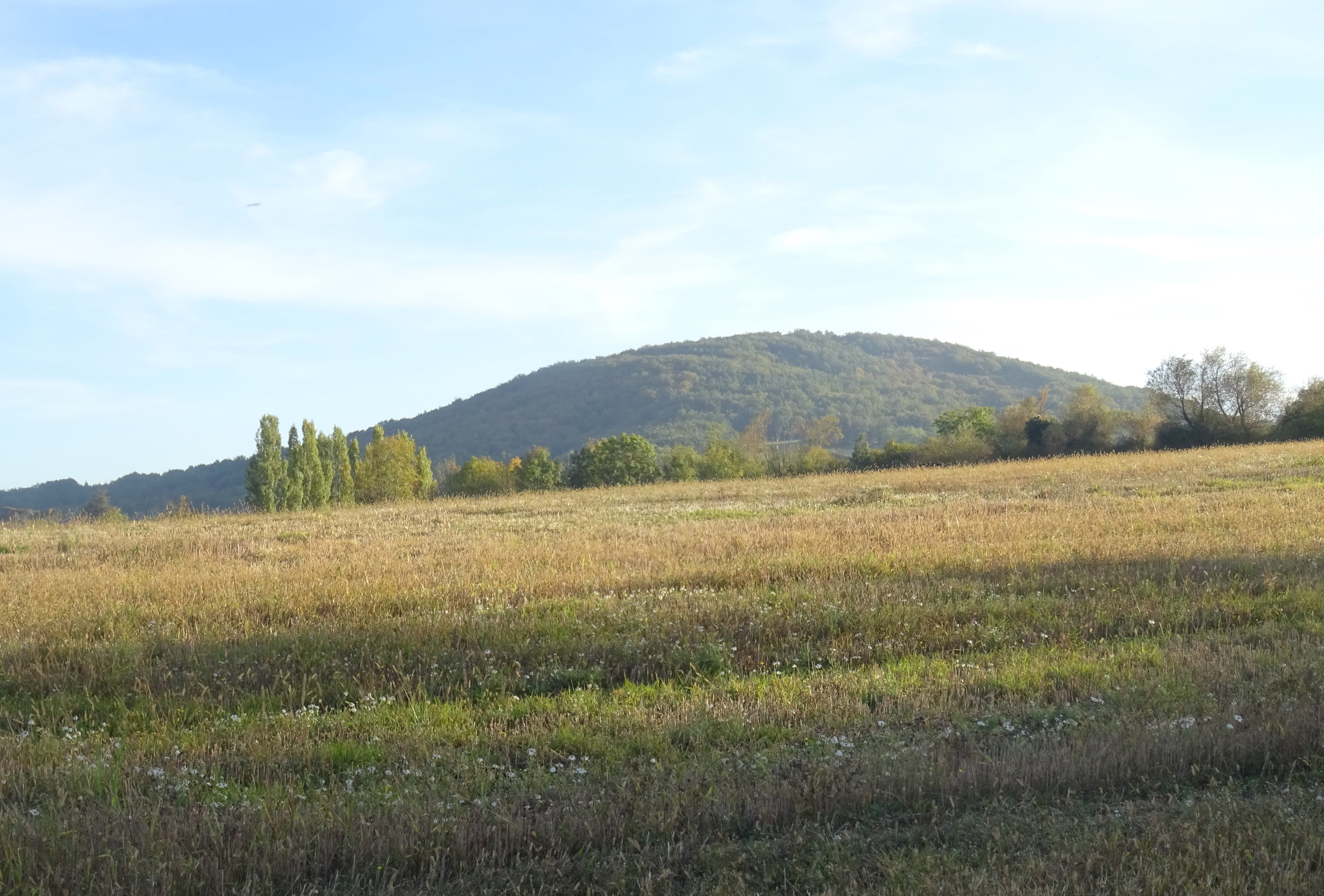
Mont Mercruy.

Les premières traces d’occupation humaine sur Lentilly remontent au chalcolithique (entre - 2300 et - 1800 ans) : un poignard de cette époque a été retrouvé vers Cruzols.
La présence d’un peuplement humain aux temps gallo-romains sur le territoire de Lentilly découle de diverses observations. Le Mercruy, point culminant de la commune, pourrait bien tirer son nom de Mercure, le dieu des voyageurs et du commerce. Des fouilles entreprises de 1971 à 1973 ont révélé l’existence sur ce sommet d’un fanum. Ce petit temple était constitué de deux rectangles encastrés d'une maçonnerie de 0,50 m d’épaisseur directement fondés au rocher. À l’intérieur du grand rectangle d’une dizaine de mètres dans sa plus grande dimension, la cella, demeure de la divinité, mesurait 4,75 × 3,5 mètres. On imagine les fidèles en déambulation dans l’espace intermédiaire. Des débris de tuiles révèlent la nature de la couverture. La datation de la construction du Ier siècle de notre ère est déduite des quelques pièces de monnaie qui y ont été découvertes et l’abandon serait du début du IIIe siècle. Enfin, c'est le Romain Lentulus, chef militaire ou simple propriétaire, qui aurait donné son nom à la commune.
Un autre témoignage encore plus convaincant est la traversée dans le haut de la commune de l’aqueduc de la Brévenne par les lieux-dits les Landes, le Guéret, la Rivoire, la Chaux, En Roi, les Molières et Charpenay sur environ 5 km. Il amenait l’eau d’Aveize vers Lyon. Une partie de l’aqueduc est en souterrain (depuis Les Landes jusqu’à Montcher) et une autre partie en aérien (depuis Montcher jusqu'à la limite communale avec la Tour de Salvagny). On estime qu’il y avait 250 arches sur Lentilly pour supporter le canal dans les zones où un simple mur ne suffisait pas. Cet ouvrage pouvait atteindre 14 mètres de haut sur Lentilly. Aujourd’hui, il n’y a plus de vestiges visibles de la partie aérienne du viaduc. Les parties souterraines persistent en certains endroits. Cette partie est régulièrement mise au jour et a été en partie détruite à l’occasion de travaux divers. On est en mesure d’affirmer que le parcours était accidenté d’une chute : afin de limiter la vitesse de l’écoulement autour de 1,5 pour mille pour éviter l’érosion de l’ouvrage les biefs de très faible pente alternaient avec des chutes pratiquées dans des puits. Elles mesuraient environ 2,3 mètres à 2,5 mètres.
La découverte la plus étonnante est cependant celle de ce que l’on appelle « le trésor de Lentilly » en 1866 par un propriétaire dans le secteur du Bois Seigneur, au lieudit les Brochères. Il s’agit d’un ensemble de 210 pièces de monnaie. C’est de loin la découverte la plus spectaculaire tant par leur quantité que par leur qualité. L’ensemble a été dispersé au gré des ventes et seules 17 sont conservées au musée des Beaux-Arts de Lyon. Ces aurei proviennent tous de l’atelier monétaire de Lugdunum. Les plus anciens ont été frappés entre les années 14 et 16 sous l’empereur Tibère qui a régné de 14 à 37 après J-C. Il est représenté avec l’empereur Auguste au revers. « Il y avait aussi des aurei représentant Caligula, Claude, Néron mais aussi des membres de la dynastie julio-claudienne comme Germanicus, père de Caligula, ou Agrippine, femme de Claude. La monnaie la plus récente a été frappée en 60 après J-C, sous le règne de Néron ». Les spécialistes s’interrogent sur les circonstances de cette soudaine thésaurisation et pensent à un effet de panique.

### L’ordre éternel des champs

#### Élite féodale

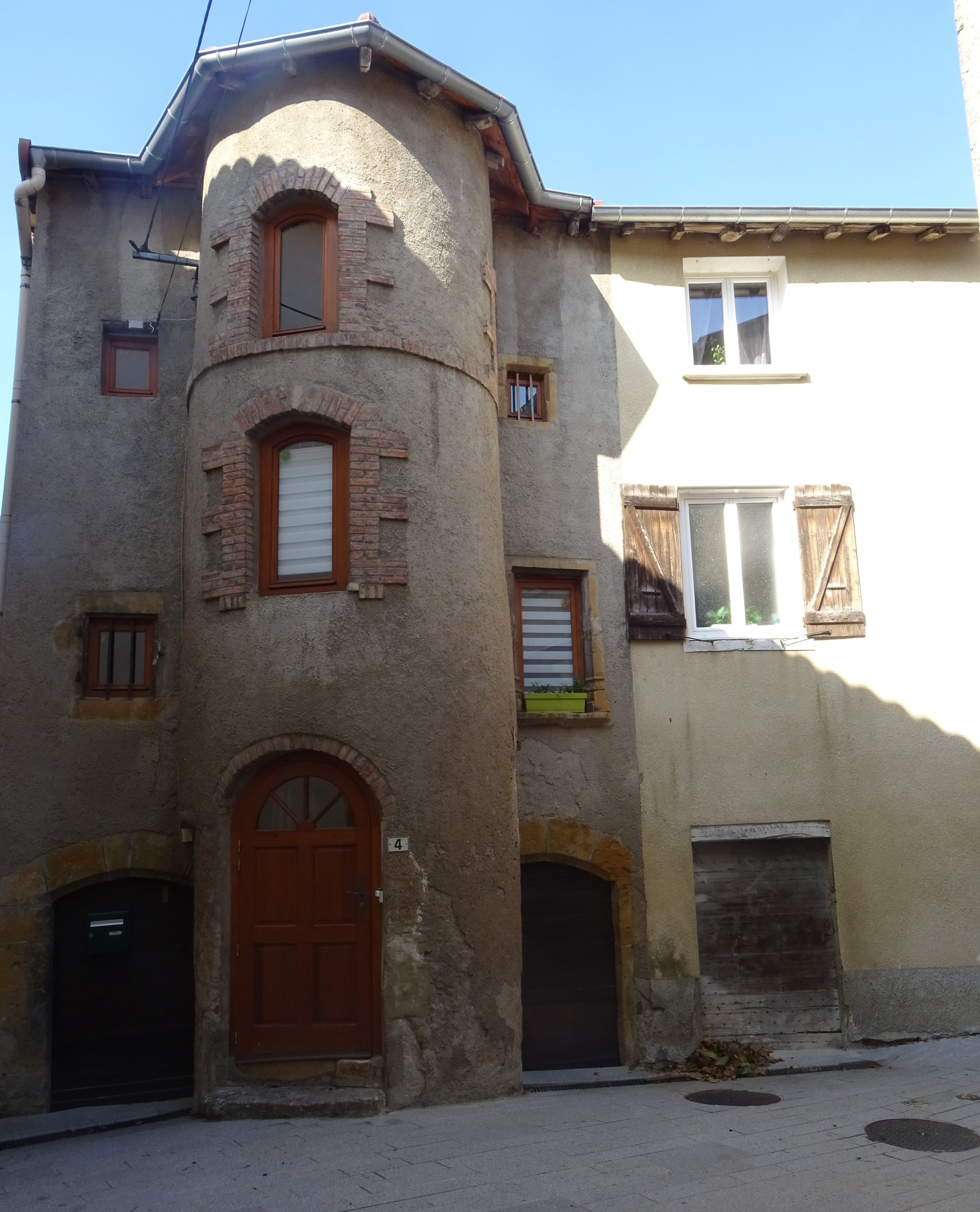
Château de Lentilly.

La première mention attestant de l’existence de Lentilly date de l’an 975. Mais il faut attendre 1245 pour qu’apparaisse une autorité prenant en mains les destinées de ce territoire. C’est à cette date que l’archevêque de Lyon Renaud de Forez a entrepris des travaux sur le château de Lentilly. Dernière figure de grand prélat féodal, il voulait contenir une éventuelle menace beaujolaise et, pour ce faire, il multiplia la construction de châteaux et de fortifications entre Gier et Brévenne, Azergues et Saône. (Le château des Tours à Anse est un des plus imposants). Par la suite, l’autorité suprême devait appartenir à l’Église de Lyon représentée par les chanoines du chapitre cathédral de Saint-Jean. Ils la conserveront jusqu’à la Révolution de 1789. Leur puissance s’appuyait moins sur les terres dont ils étaient propriétaires et qu’ils louaient à des fermiers qu’à leurs prérogatives de seigneurs au nom desquelles ils percevaient les droits féodaux et exerçaient les droits de justice. Leur présence est toujours bien vivante dans le bourg grâce au château mais ce n’est qu’au cours des âges et surtout qu’après les travaux entrepris à la Renaissance qu’il a pris son aspect actuel.

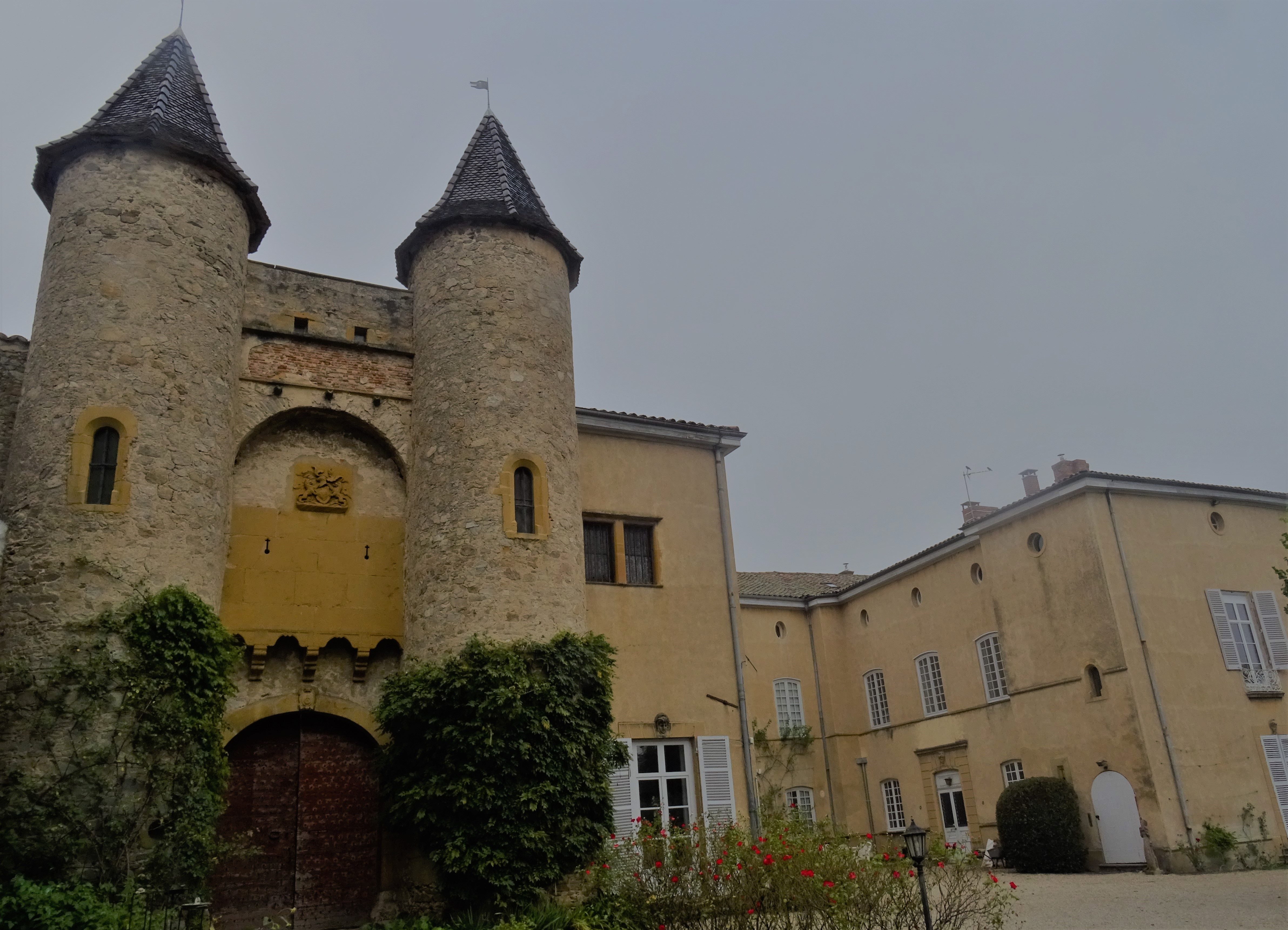
Château de Cruzols

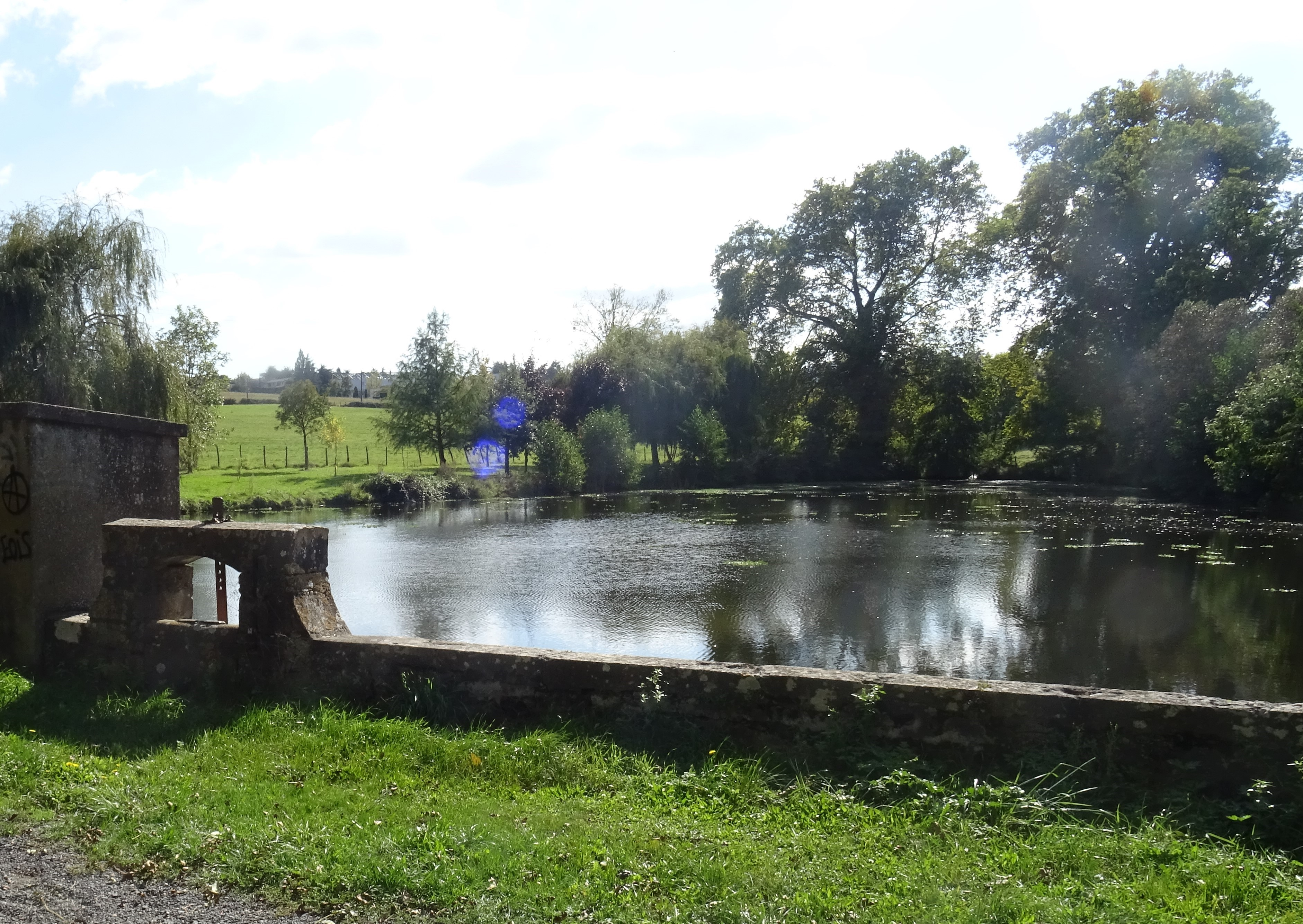
Étang de Cruzols

On en dira autant à propos du château de Cruzols à 1,5 km plus au nord. C’est en 1340, lors des difficultés de juridiction avec Lentilly que celui-ci est mentionné pour la première fois sous le nom de Croyseux. Il était alors la propriété du seigneur Guy de Lanay, chevalier. Ce nom de château lui a été contesté par les chanoines de Saint-Jean à qui ce terme était apparemment réservé parce qu’eux seuls avaient le droit de haute justice. Un jugement établit que les seigneurs de Cruzols n’avaient que le droit d’infliger des amendes sur le territoire de leur seigneurie où ils percevaient les droits féodaux. La propriété de Cruzols devait changer à de nombreuses reprises. À la fin du XVe siècle apparaissent les Henry, famille d’échevins lyonnais. C’est Guillaume, second fils de Philibert au service de Charles VIII qui en devint le seigneur. La famille dut se contenter de l’appellation de Maison noble mais même ce titre lui fut contesté en 1543 par les chanoines et il a fallu que le Parlement le lui confirme 1544. C’est la famille Henry qui fit les modifications des tours et, le travail achevé, fit apposer son blason tel qu’on le trouve encor entre les tours d’entrée avec deux lions comme tenants. Il était « d’argent au cœur de gueules marqué du nom de Jésus d’or ».
Face à ces puissances féodales le domaine dans lequel les habitants pouvaient prendre des décisions était restreint. Au XVIIIe siècle, chaque année étaient désignés des consuls dont la fonction principale était de répartir l’impôt royal (aides et capitation). Ces consuls étaient nommés à partir d’un tableau des chefs de famille en 5 colonnes chacune d’elles correspondant à un niveau de richesse. À la fin de son mandat annuel, chaque consul était remplacé par celui qui le suivait dans la colonne. L’assemblée des habitants ne faisait qu’officialiser ce remplacement devant notaire. Elle ne pouvait se réunir qu’après acceptation de sa proposition par l’intendant de la généralité et en précisant ses motifs pour des problèmes mineurs comme l’entretien de l’église et du presbytère ou la demande d’un vicaire.

#### Masse paysanne

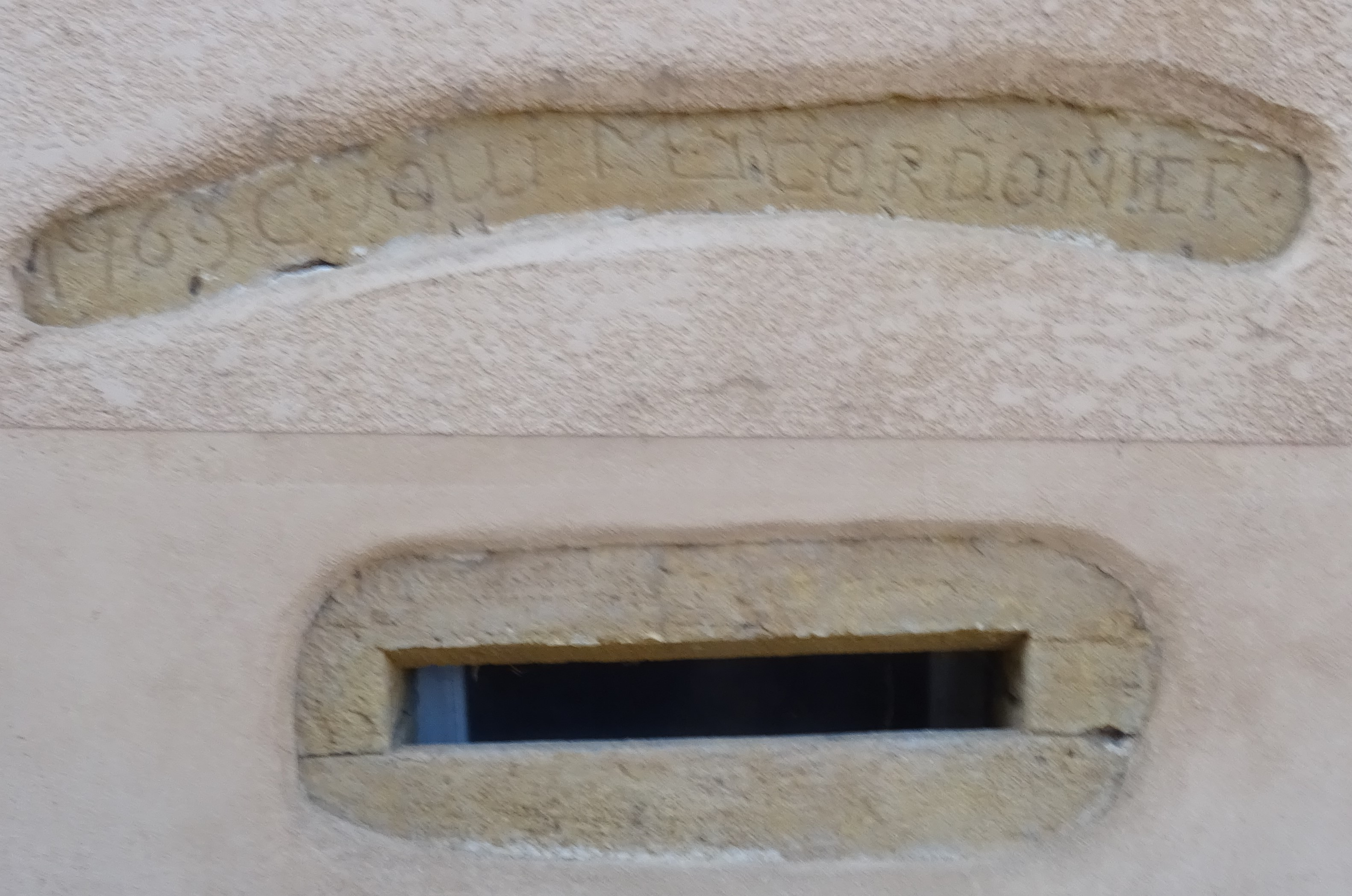
à l'enseigne du cordonnier

Aussi loin qu’on remonte le cours des siècles, la quasi-totalité de la population de Lentilly vit de l’agriculture. Une estimation établie en 1778 évalue la proportion à 85 % dont 74 % de paysans propriétaires, 6 % de fermiers et métayers, 5% de journaliers et travailleurs agricoles. Les rares artisans (forgerons, maréchaux-ferrants, maçons, charpentiers-menuisiers) et commerçants (boulangers), 12 % au total, sont à son service. Et cette proportion semble avoir peu varié depuis les terriers de 1621 et 1684. Elle se maintient au moins jusqu’au cadastre de 1829. On s’attendrait à voir se multiplier le nombre des travailleurs de la soie au XIXe siècle comme ce fut le cas dans la région lyonnaises sous forme d’usines voire de pensionnats (Dauphiné, Ain, etc.) à partir de la révolte des canuts de 1831. « On est bien loin d’un envahissement de la commune par les métiers à tisser.
Cette vocation agricole quasi exclusive peut s’expliquer de deux manières. D’une part, alors que bien des places fortifiées ont développé des fonctions urbaines (ainsi Anse, L’Arbresle dans le plus proche voisinage) le château de Lentilly perché sur son site à l’écart du grand chemin n’a pu se développer sous forme de relais pour les voyageurs et leurs voituriers, d’autant plus que la faible distance qui le séparait de Lyon ne le justifiait pas. Jamais la communauté n’a pu, sous la pression d’une classe commençante, prétendre à bénéficier d’une charte ! D’autre part, sa paysannerie présentait un équilibre assez rare avec, comme on l’a déjà dit, une très forte proportion de laboureurs vivant dans une relative aisance par rapport à bien des campagnes françaises. La taille moyenne des propriétés était de 10 ha.

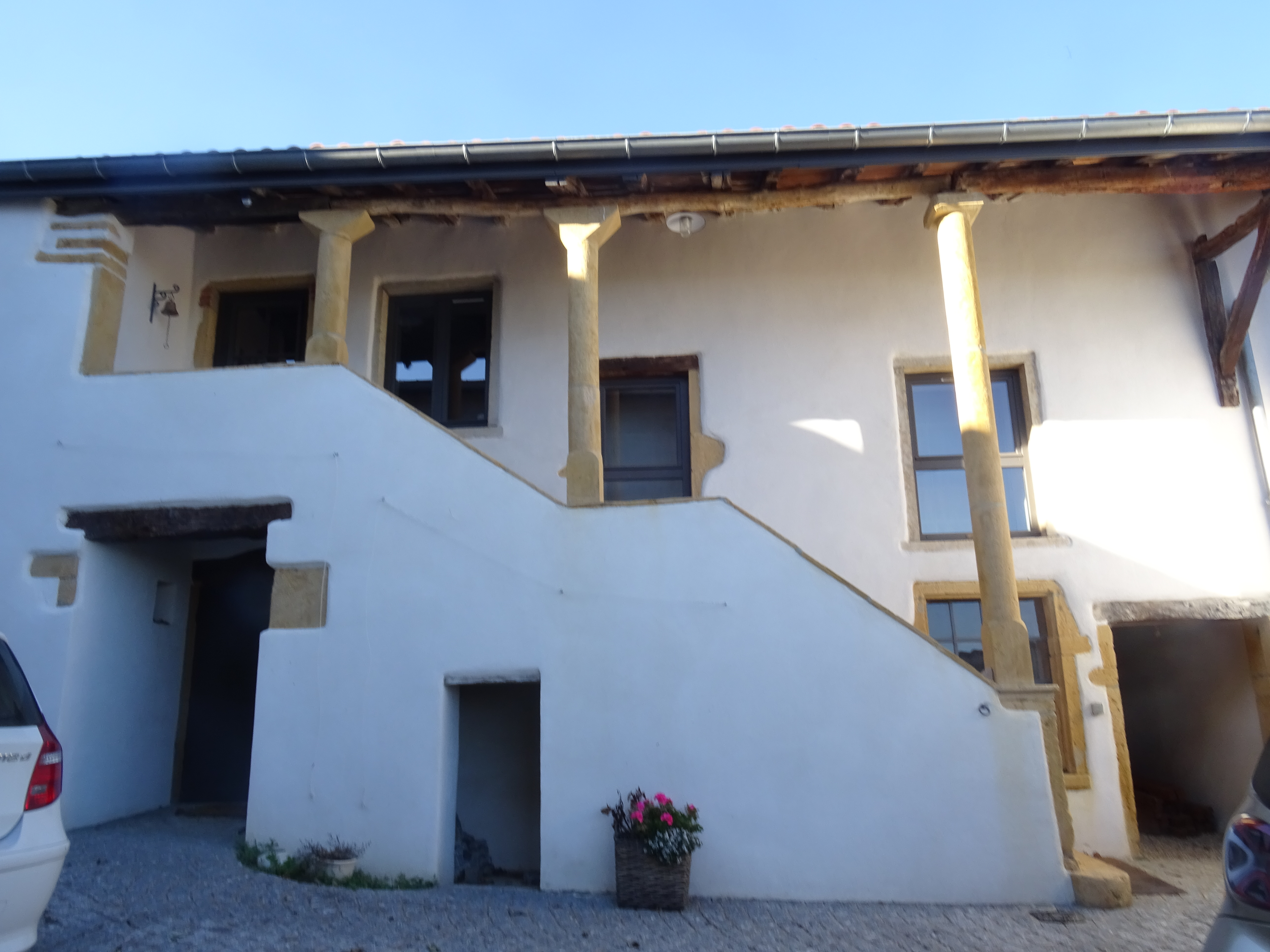
ancienne maison près de Mosouvre

Cet état de la société avait sa traduction, encore perceptible dans le paysage actuel, par l’exceptionnelle dispersion de l’habitat sur l’ensemble du territoire communal. Au cœur du bourg lui-même se dressait la demeure seigneuriale elle-même entourée d’un petit groupe de maisons qui ont conservé leur architecture typique. Elles étaient concentrées dans l’ancien vingtain construit vers le XIVe siècle comme refuge en cas de danger. « A la muraille étaient adossées plus de 20 petites maisons […] Au centre de l’espace délimité par la muraille on trouvait une dizaine de petits bâtiments, séparés de ceux adossés au vingtain par des rues étroites ». Aucune continuité avec l’environnement proche, rien qui ressemblât au groupement en un vrai village. « Le château est entouré de jardins, prolongés par une immense prairie, le pré de la Fayre, et une grande vigne. La place publique [aujourd’hui cœur très animé du village], est plantée d’arbres. Aucune construction ne la borde. L’église, entourée de son cimetière semble bien petite ». Cette place ne commencera à s’entourer de maisons qu’au XIXe siècle jusque vers 1870. Les habitations sont un peu plus loin, dans les hameaux de Beauregard (la Grande Croix), le Joly, le Bricollet, Laval) ». L’ensemble ne regroupe que 40 % de la population de la paroisse. Les hameaux nettement distincts sont ceux de la Rivoire, de Mosouvre et de Cruzols avec une population presque équivalente de 35 %. Le reste, soit 15 %, mérite le nom d’isolats, forts au mieux de deux ou trois maisons.

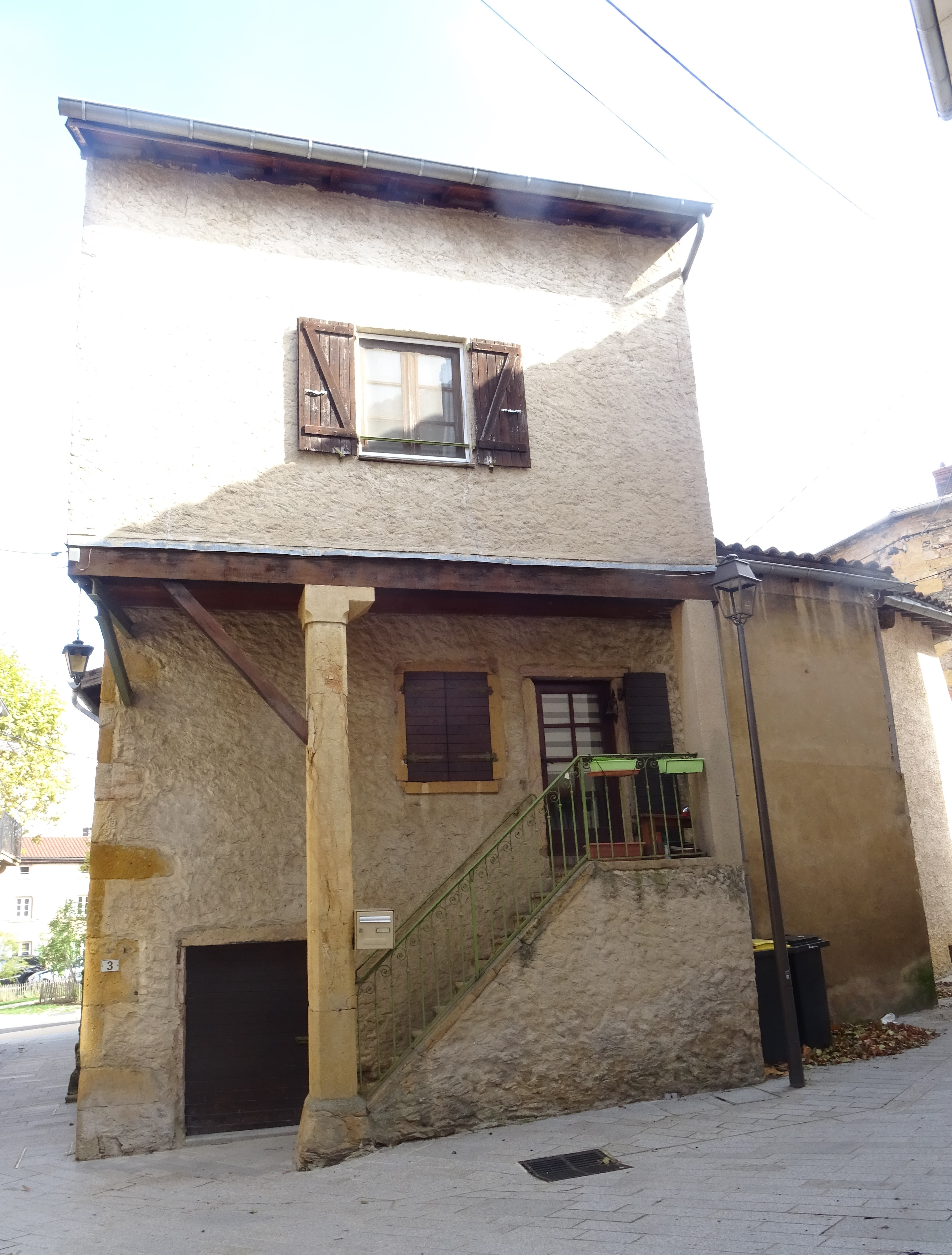
Maison au pilier
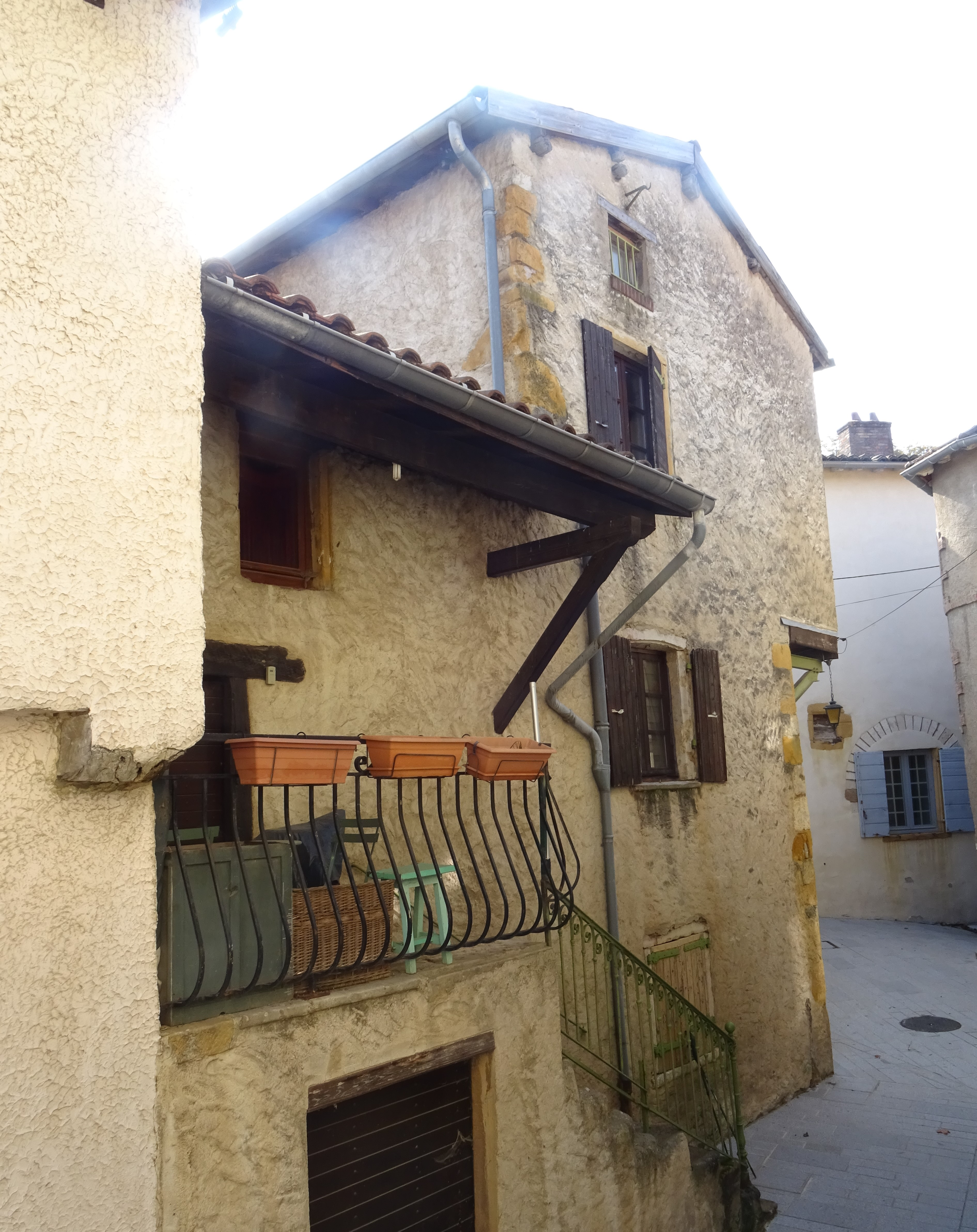
Maison à l'escalier
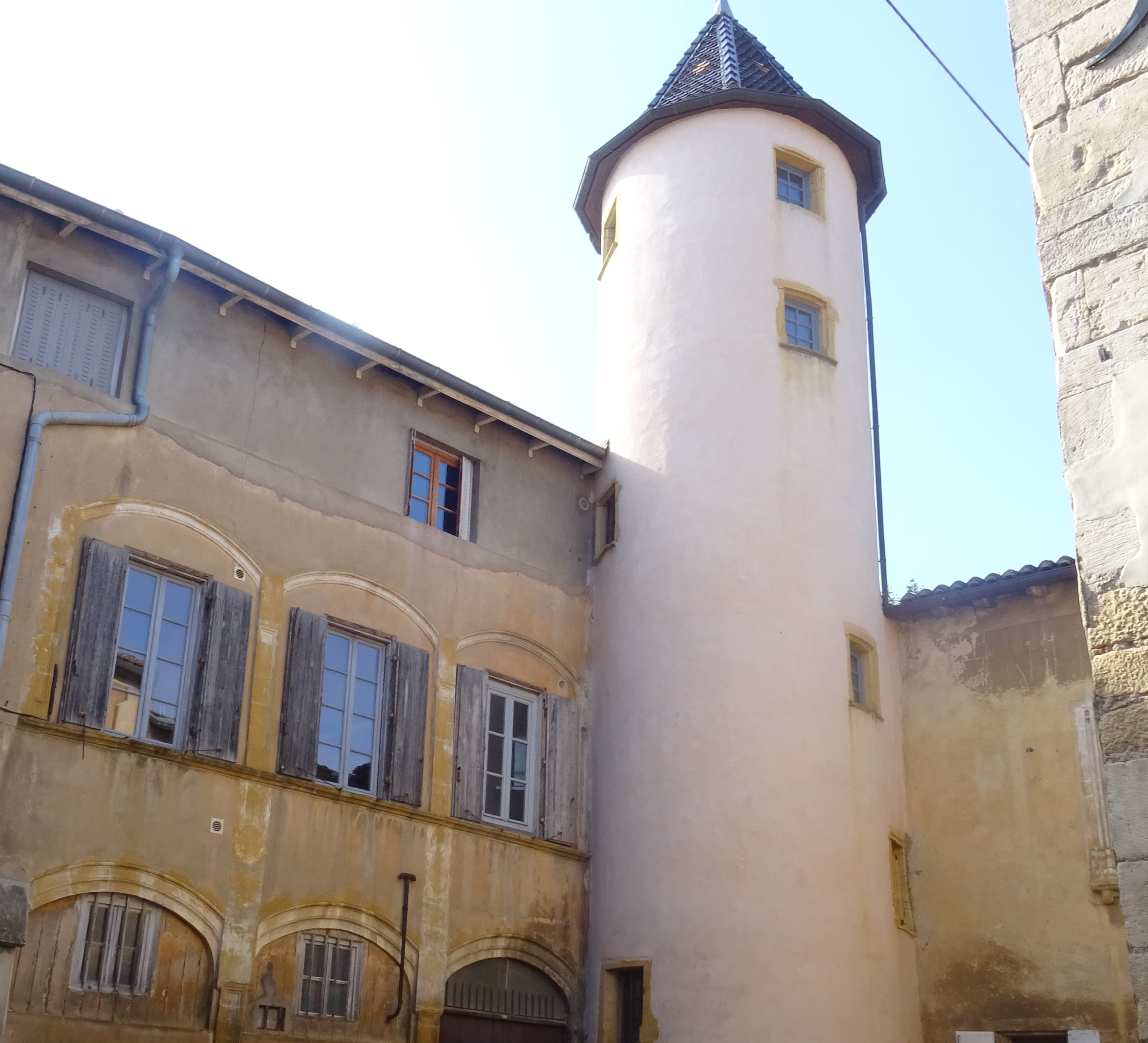
Grande tour
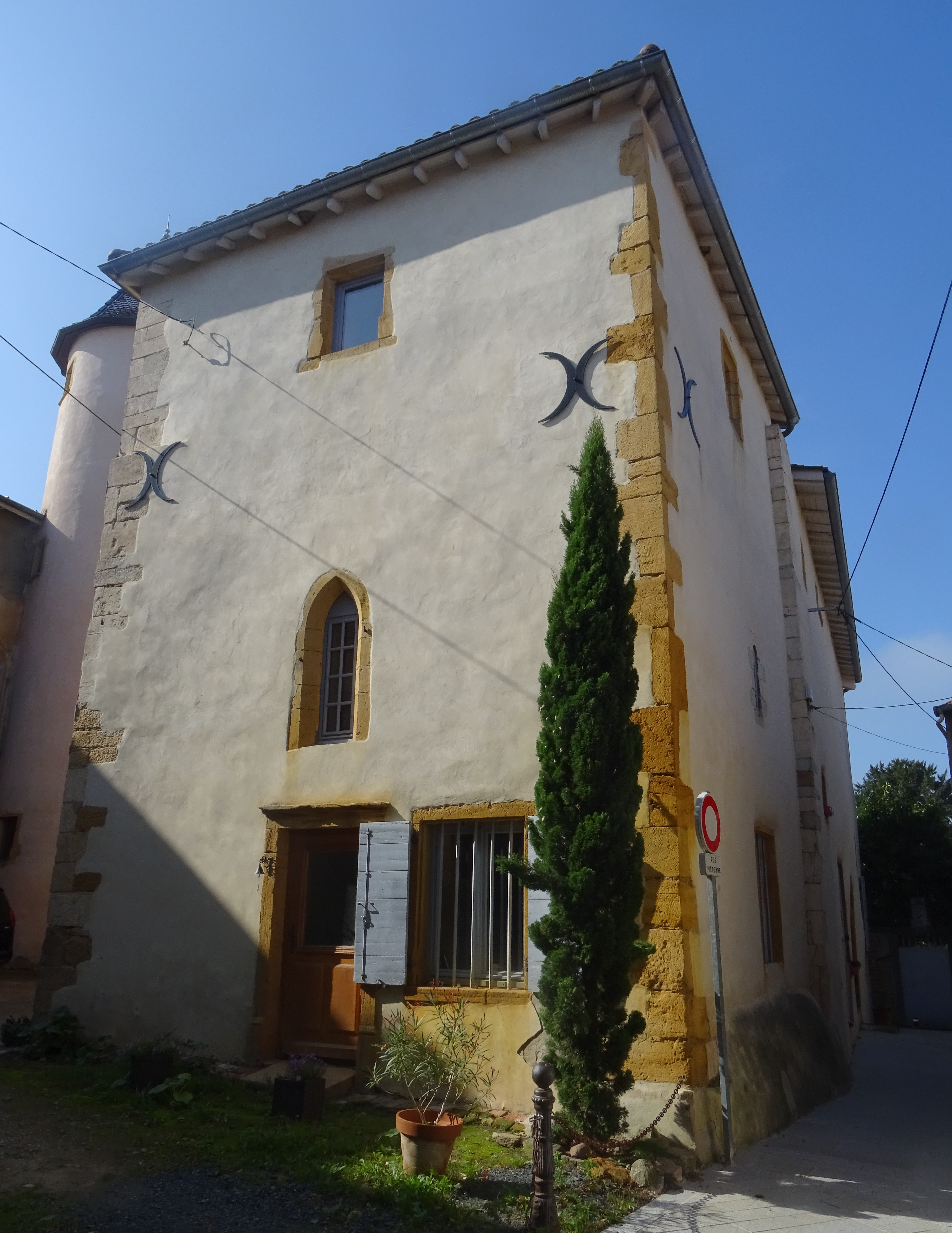
Maison d'angle

Jusqu’au milieu du XIXe siècle, l’unique objectif des agriculteurs était de pourvoir à leur propre subsistance. L’alimentation reposait essentiellement sur le pain de seigle beaucoup plus que sur le froment, la bouillie d’avoine en dernier recours voire le sarrasin si la récolte des autres céréales avait manqué à cause du gel. Étaient défrichés des endroits aussi incongrus que les sommets de Mercruy et de Montcher. Les rendements étaient très faibles, de 2 à 5 pour 1 et, de plus, la terre devait être laissée en jachère une année sur deux. En 1778, sur les 1 200 ha de terres labourables, 600 au plus étaient en culture ! Aux prairies étaient réservés les fonds de vallon plus humides. Les vaches qui y trouvaient leur pâture étaient utilisées pour tirer l’araire et la charrette. Les bœufs étaient rares et les chevaux servaient surtout de montures. La culture de la pomme de terre finira par se répandre et favorisera l’élevage des porcs. On s’attendrait à trouver en bonne place la viticulture. En fait, elle jouait un rôle très secondaire, la nature des sols et l’exposition ne sont pas celles qui devaient faire la fortune des proches Pierres dorées. Seulement 90 ha lui étaient consacrés en 1778 sur 110 des 150 exploitations (et donc jamais de manière exclusive par d’authentiques vignerons) avec une superficie moyenne de 1 ha. Les vignes étaient localisées au plus près des habitations : autour du bourg et de Mosouvre en particulier de manière à limiter les nombreux déplacements.

La foi chrétienne soudait l’unité de la communauté villageoise de manière indéfectible (aux pires heures de la Réforme on ne trouvera de traces d’influences protestantes). C’est même par une charte de l’an 984 signée par l’archevêque Burchard II que l’on apprend l’existence d’une localité du nom de Lentilly dotée d’une église avec ses dépendances : « ecclesia de Lentilliaco cum suis appendicis ». Le service religieux était assuré au départ par les chanoines du chapitre Saint-Jean qui, dès le Moyen Âge, déléguèrent les fonctions sacerdotales à un curé commun aux paroisses de Lentilly et de La Tour-de-Salvagny. On connait même le nom du curé en 1320 : Estienne de Cenna ! Il résidait à Lentilly mais son vicaire était le desservant de l’église de la Tou-de Salvagny. Il devait, encore au XVIIe siècle, se contenter, en guise de presbytère, d’une pièce exiguë en étage dans l’enceinte du vingtain. La situation s’améliorera à partir de 1720 grâce au don d’une sienne maison par un teinturier lyonnais mais elle dut être reconstruite sur place en 1786 aux frais de tous les habitants de la commune et même de propriétaires extérieurs qui y possédaient des biens. L’église était toute petite (8 × 27 m) et le clocher carré peu élevé était couvert de tuiles et sommé d’une croix. On[Qui ?] apprend[Quoi ?] à l’occasion de la visite pastorale de Camille de Neuville en 1660 qu’elle est sous le vocable de saint Laurent. Les paroissiens demandèrent son agrandissement en 1711 « pour l’agrandir et la rendre plus régulière : on perça alors le mur de la nef pour créer une chapelle consacrée à la Sainte Vierge. La religion se rappelait au souvenir des paysans par les nombreuses croix présentes sur l’ensemble de la paroisse. La Grande Croix, la plus imposante et la plus célèbre de toutes est située dans le bourg. Elle a été reconstruite en 1882 mais son origine remonterait à 1550.

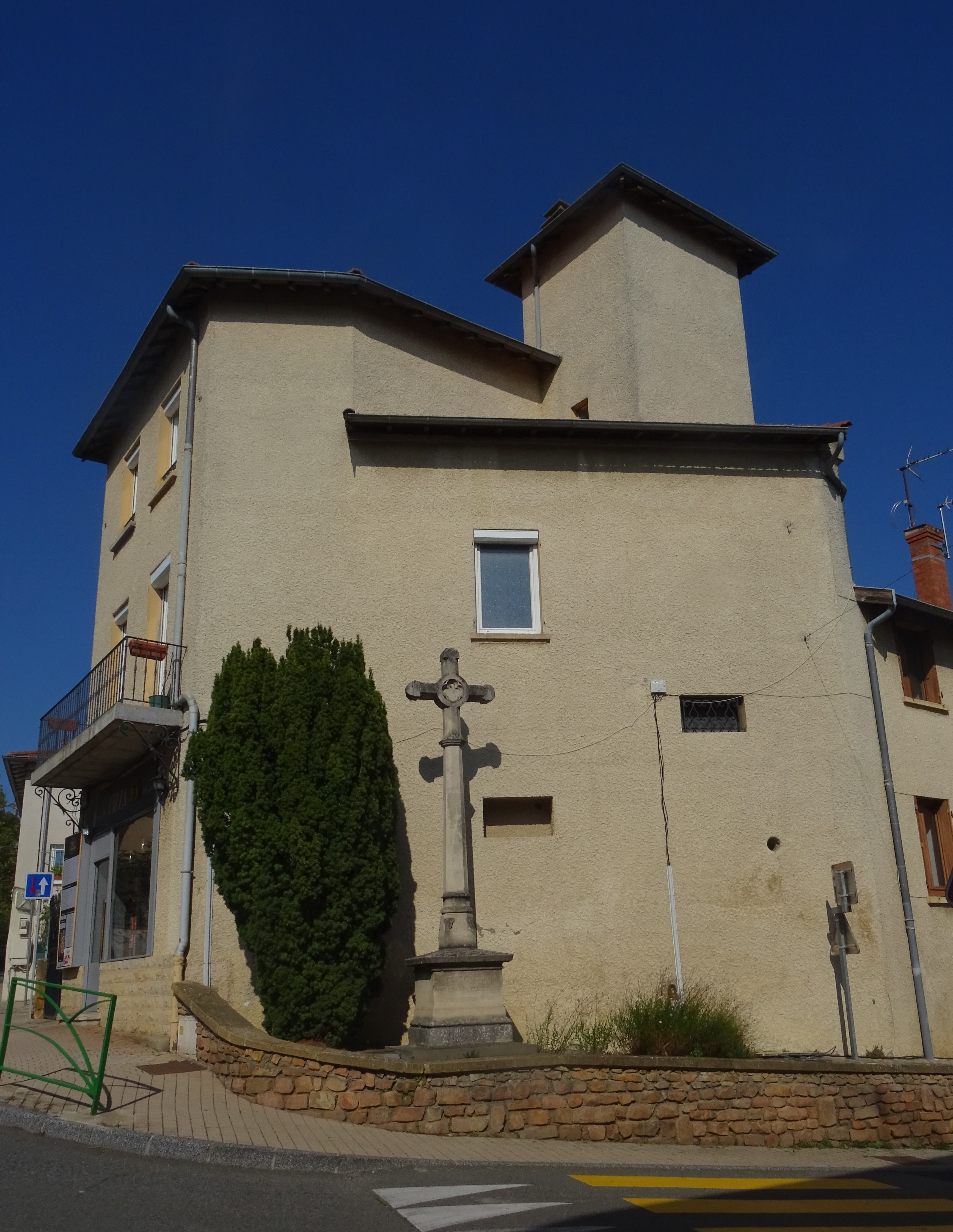
Place de la Grande Croix
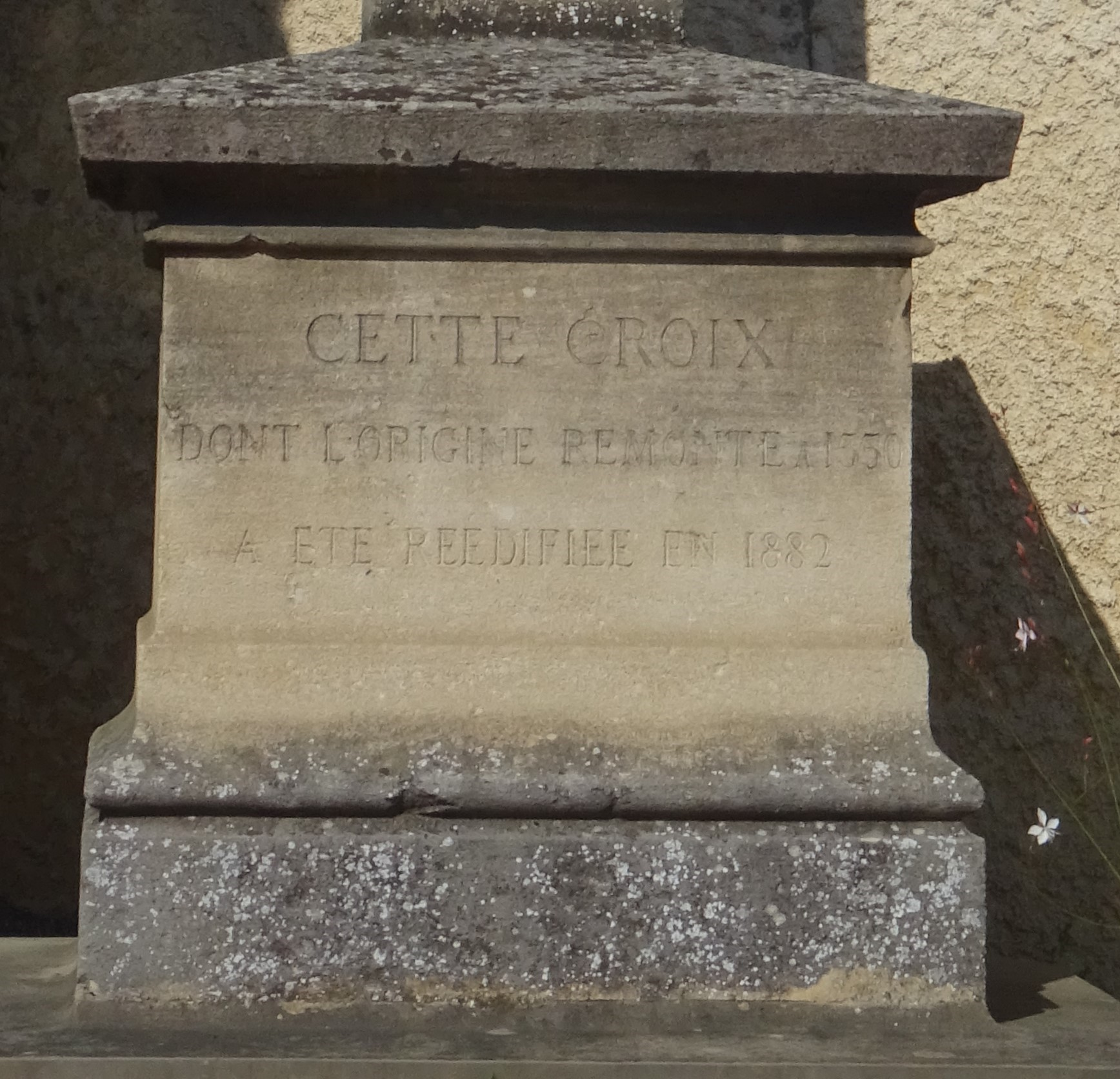
Socle de la Grande Croix
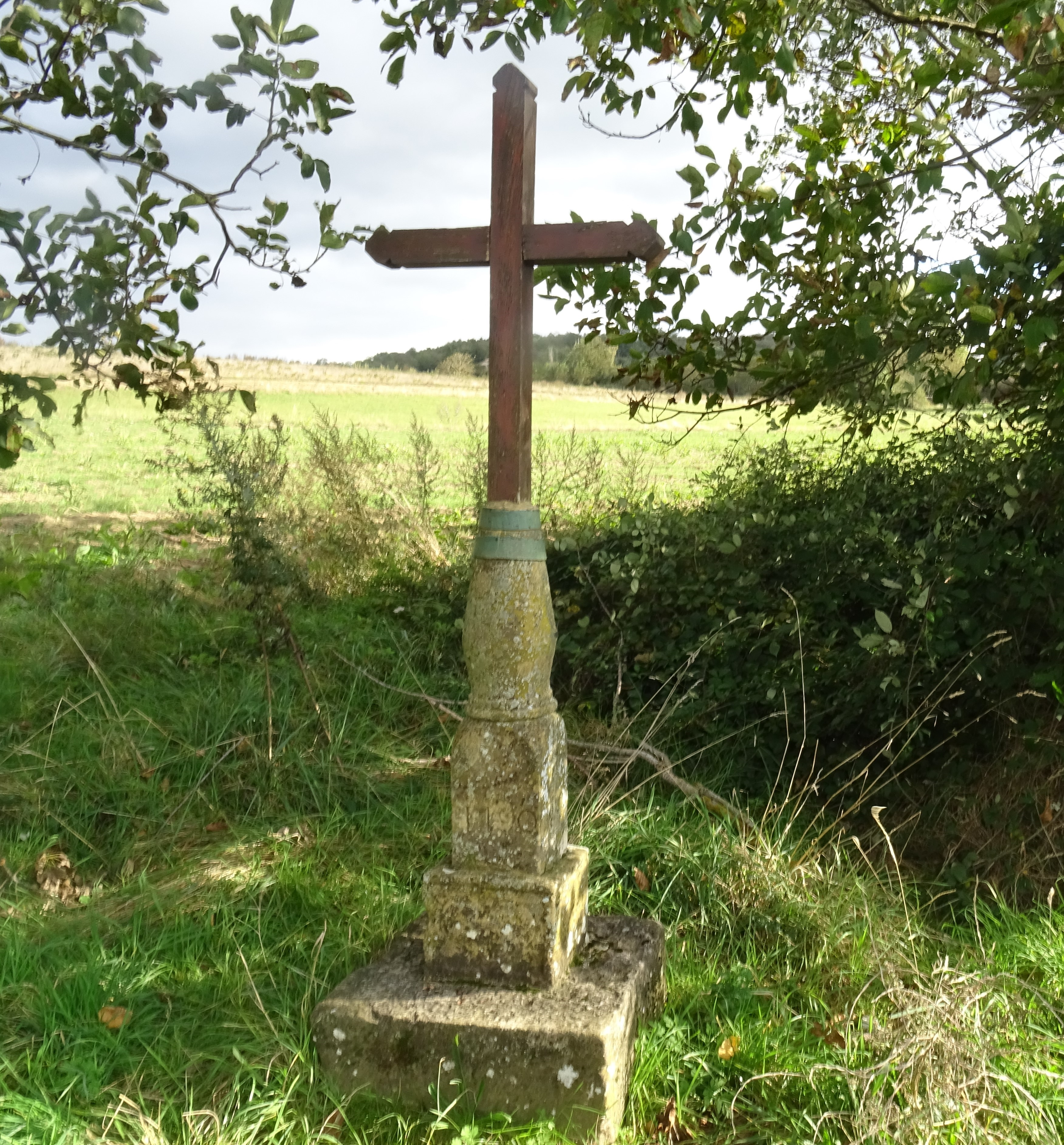
Croix dans la campagne
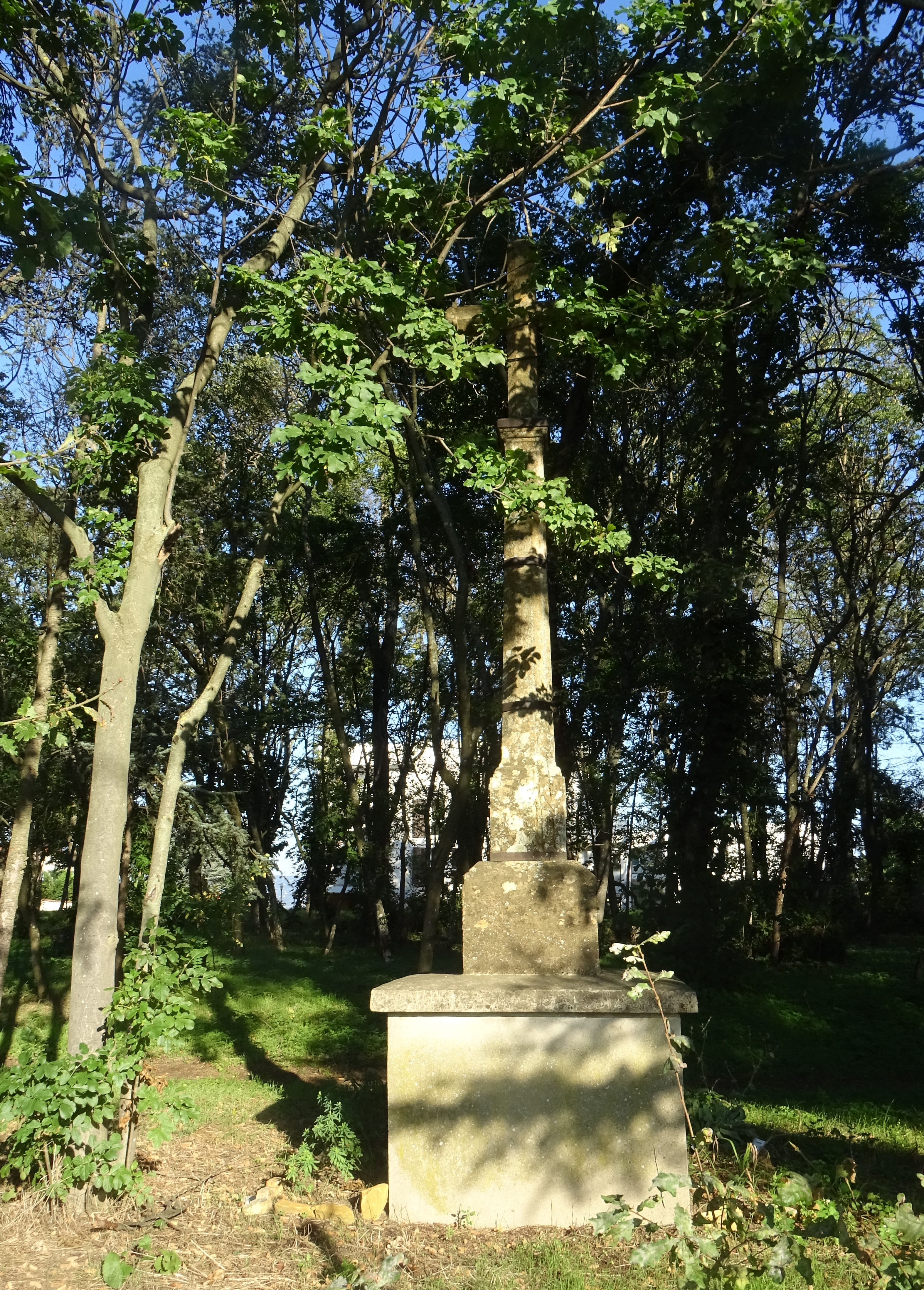
Autre croix
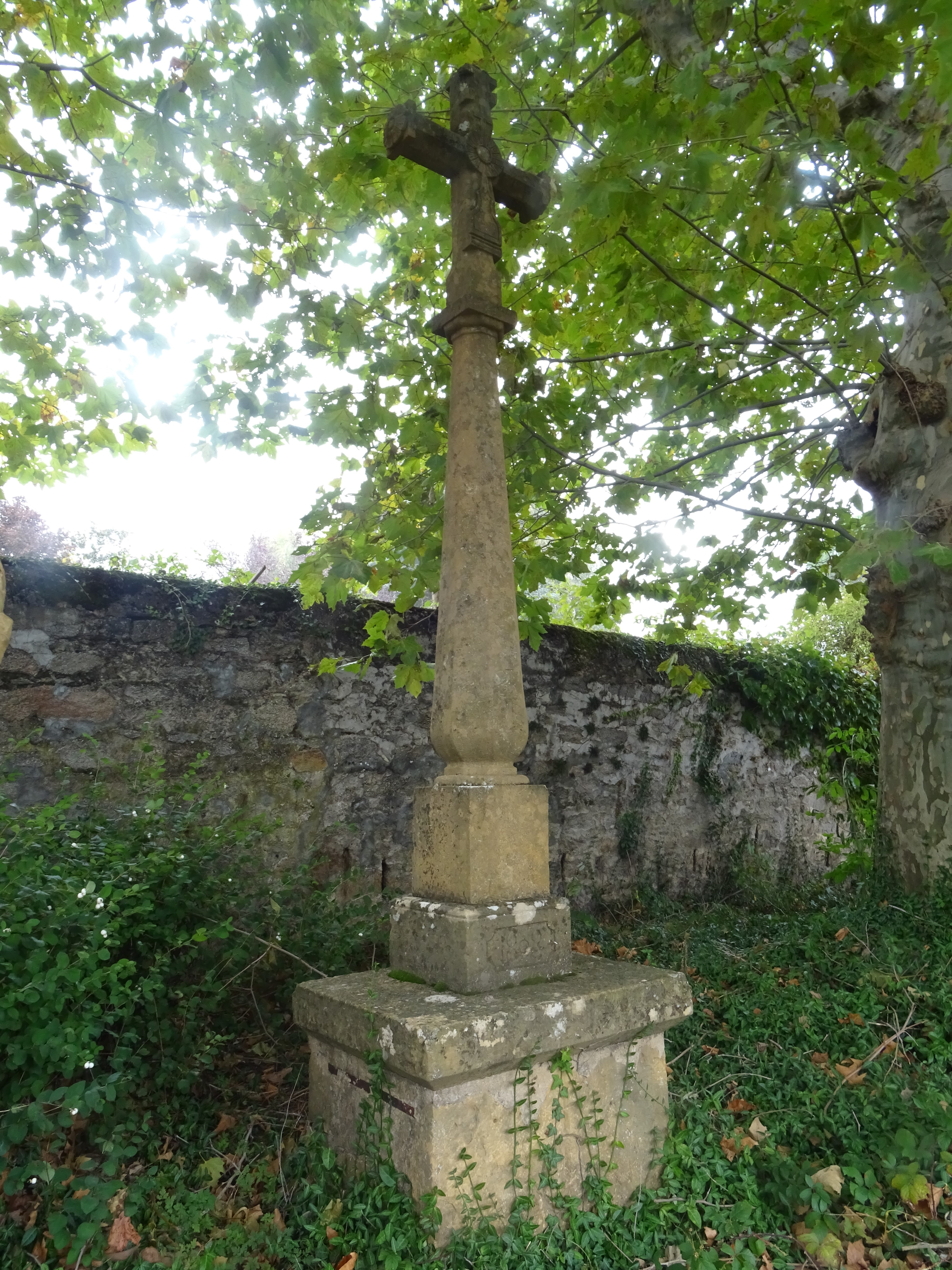
Croix de chemin

### HeureuxXIXesiècle

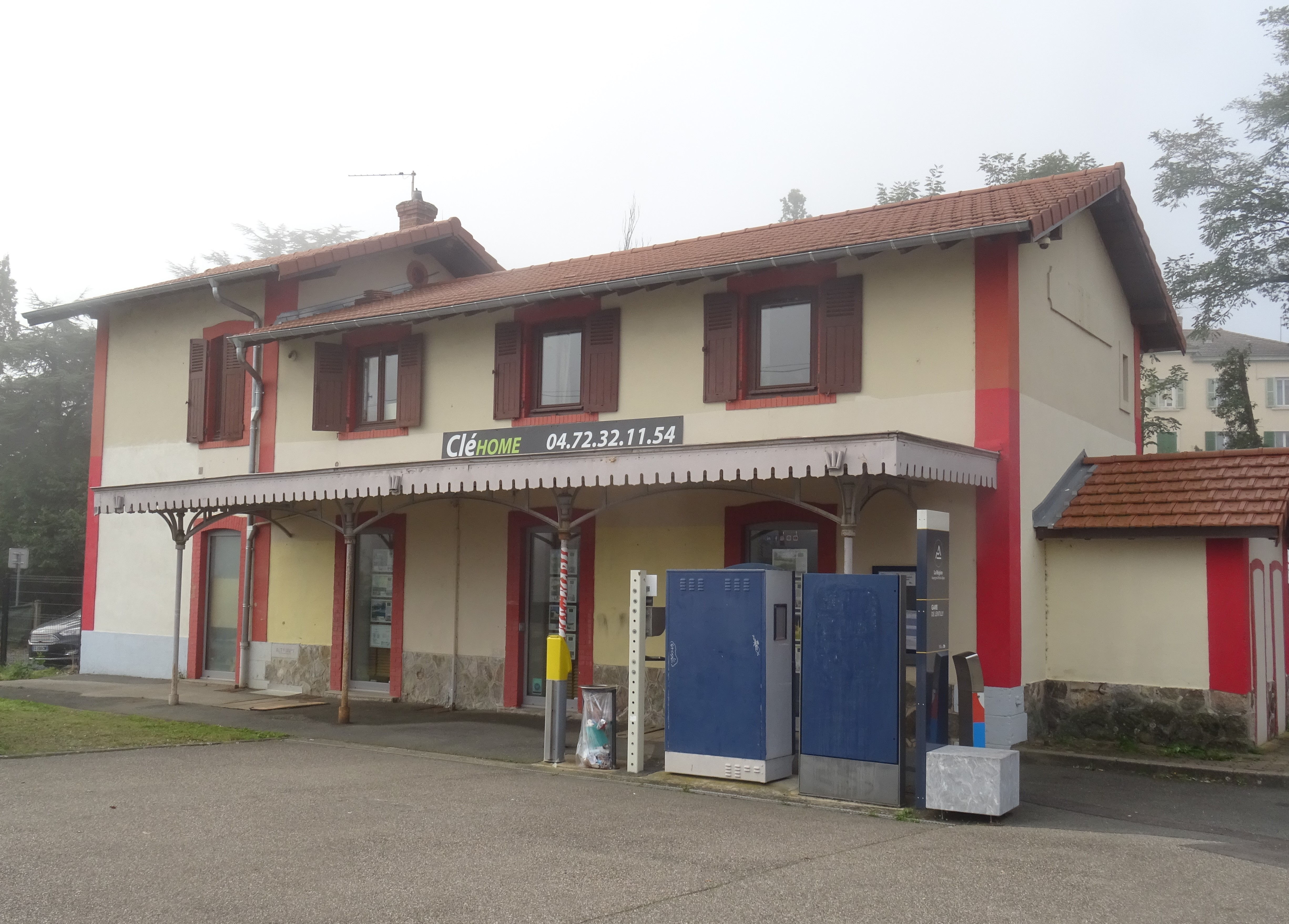
Gare ferroviaire.

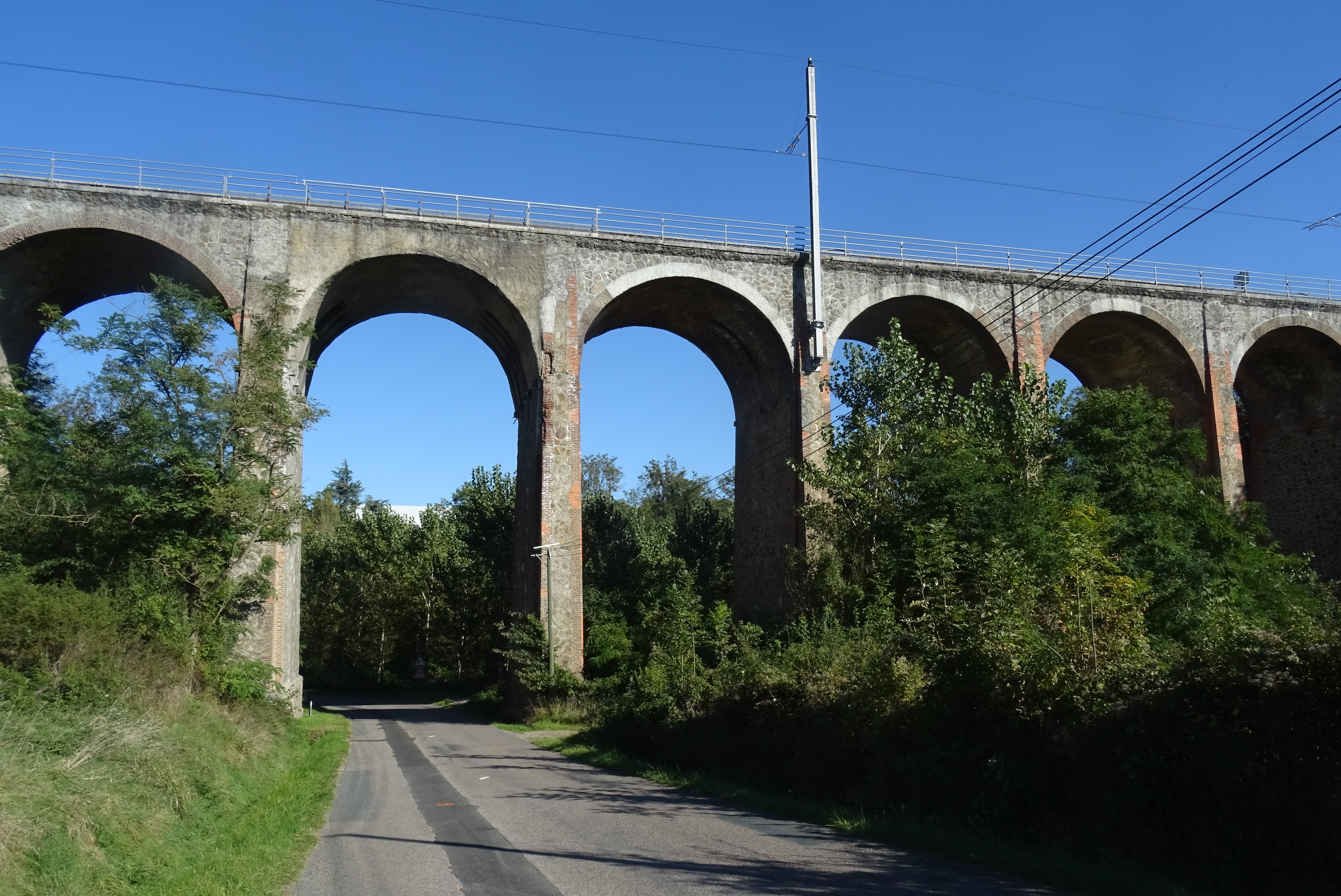
Viaduc.

À une époque où l'exode rural vide les campagnes de France, la commune de Lentilly offre l'exemple d'une assez grande stabilité démographique. Les 1 203 habitants de 1911 égalent les 1 236 de 1848. Si l’activité est demeurée exclusivement agricole, la nature des cultures s’est transformée de manière significative. S’agissant des céréales, sur une superficie réduite à environ 300 ha au début du XXe siècle, le blé est en place d’éliminer le seigle qui n’en occupe plus qu’une cinquantaine. Les surfaces libérées par ce recul ont été converties en prairies naturelles qui couvrent à la même date 750 ha contre 300 en 1852. Il faut y ajouter les prairies artificielles, nettement plus le trèfle que la luzerne. Il s’agit, en effet, de nourrir le troupeau de vaches dont l’effectif a fortement augmenté : 600 en 1902 contre moins de 400 en 1852. Les agriculteurs de Lentilly ne vivent plus en économie fermée car ils vendent leur lait sur le marché lyonnais. L’ouverture de la voie ferrée de Lyon-Saint-Paul à Montbrison en1883 a joué dans cette commercialisation un rôle capital « Plusieurs petits bâtiments furent édifiés près de la gare, servant, pour des marchands de lait lyonnais, d’entrepôts où étaient stockés, jusqu’au départ du train suivant, les bidons apportés matin et soir par des producteurs lentillois dans des charrettes à bras ou à cheval ».
La disponibilité pour la vente n’est pas seulement liée à la croissance du troupeau de vaches laitières mais aussi à une meilleure lactation. D’une manière générale, les rendements se sont nettement améliorés pour toutes les cultures grâce à l’amendement des terres par la chaux et à l’emploi des engrais qui s’ajoutent au fumier de ferme plus abondant. Les nitrates proviennent des importations de guano du Pérou. Cet enrichissement des sols a permis l’abandon total de la jachère qui couvrait encore 450 ha en 1852. Quant à la vigne, qui avait failli disparaître au début des années 1880 à cause des ravages du phylloxéra, elle retrouvera sa place dans le paysage grâce à la greffe sur les ceps de plants américains et au sulfatage.

Cette relative prospérité a sa traduction sur le plan social et urbanistique par une transformation du bourg qui mérite enfin le nom de centre. La place des anciens fossés du château bien nivelée a été entourée progressivement de maisons. Elles n’étaient qu’une dizaine sur le plan de 1778. On en compte 25 en 1829, une trentaine pour finir. Construites avant 1870 environ, elles présentent un ensemble très cohérent. Aux commerces d’alimentation et aux cabarets se sont ajoutés les bâtiments publics dont la mairie et, depuis 1873, en rapport avec l’ouverture de la ligne de chemin de fer, le bâtiment de la poste. Une fontaine est alimentée par les eaux collectées au col de Fontrijole, au pied du mont Mercruy. Dominant l’ensemble, une nouvelle église a été construite à partir de 1855 et terminée par le clocher en 1860. (l’ancienne sera rasée en 1890). L’entrepreneur avait été invité à soigner l’ouvrage. « Tous les travaux devront être exécutés par de bons ouvriers avec soin, suivant les règles de l’art… et les meilleurs procédés en usage à Lyon ». La dépense ayant excédé ses moyens financiers, la commune dut contracter un emprunt pour le règlement de sa dette. Cette place où peuvent se retrouver tous les jours les joueurs de boule, ne s’anime plus seulement pour ses foires créées au XVIe siècle mais aussi pour le marché hebdomadaire, pour les processions religieuses dont celle de la Fête-Dieu et, chaque 11 août, pour la vogue de la Saint-Laurent, patron du pays.

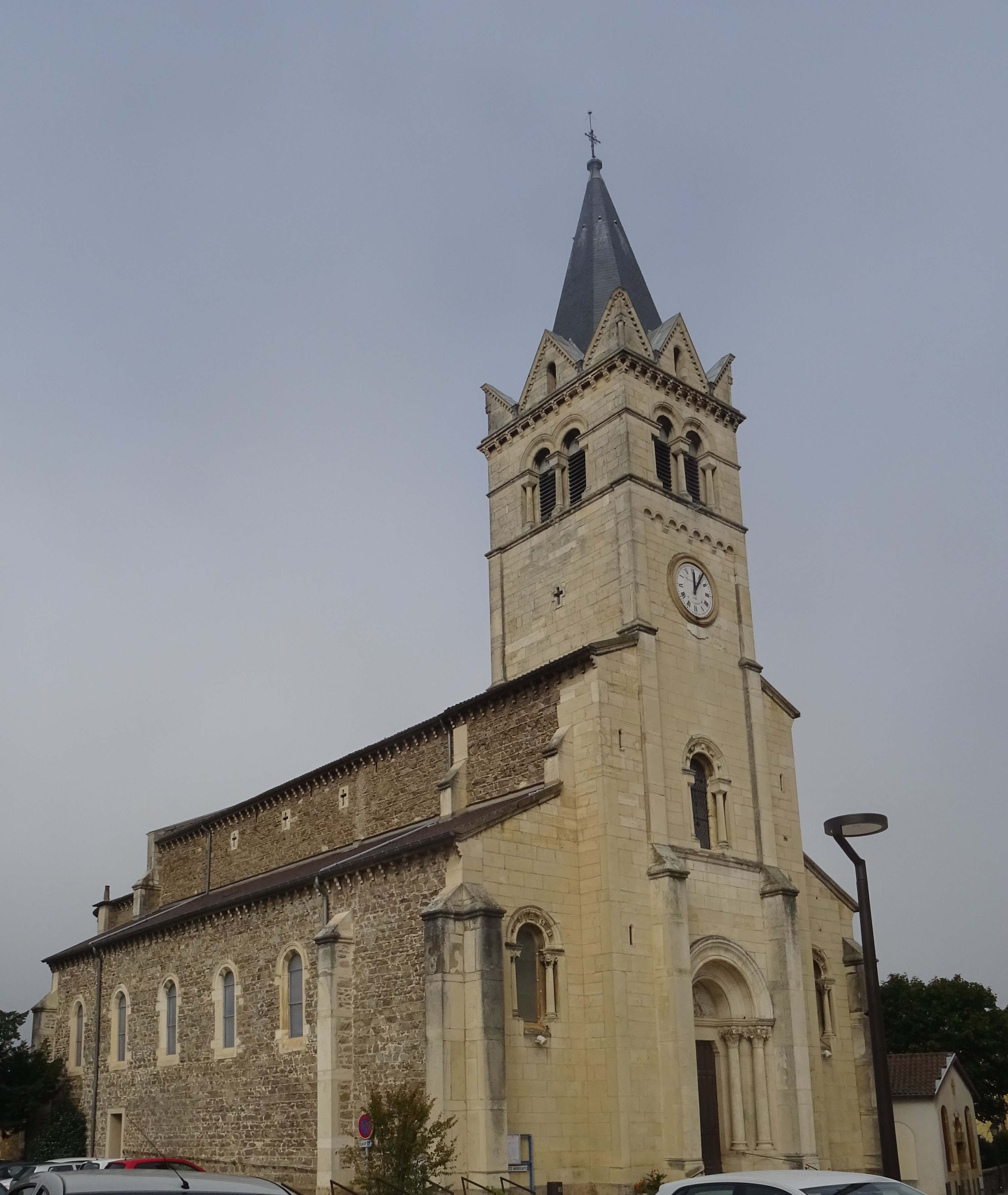
Façade de l'église de Lentilly
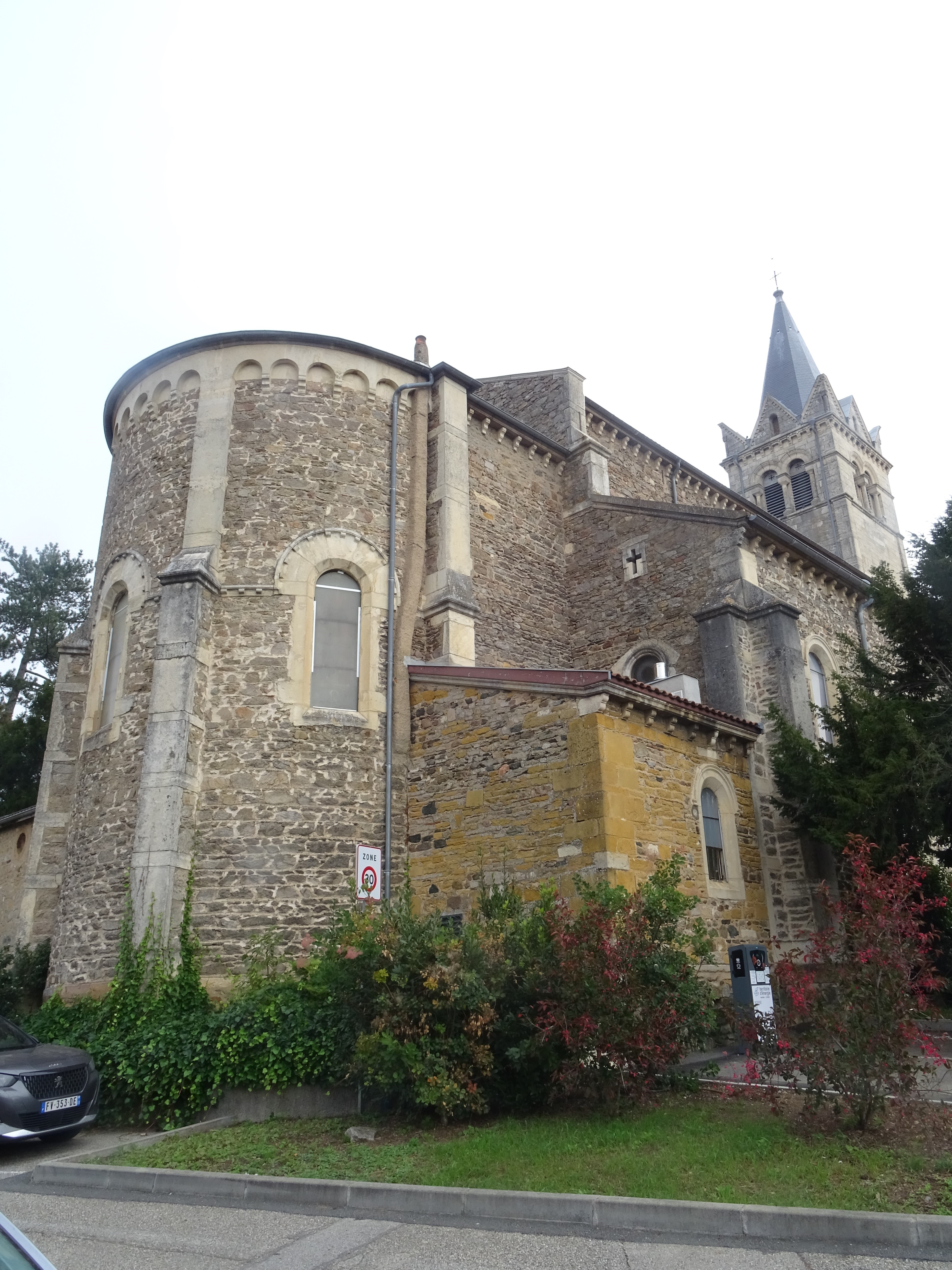
Chevet de l'église de Lentilly
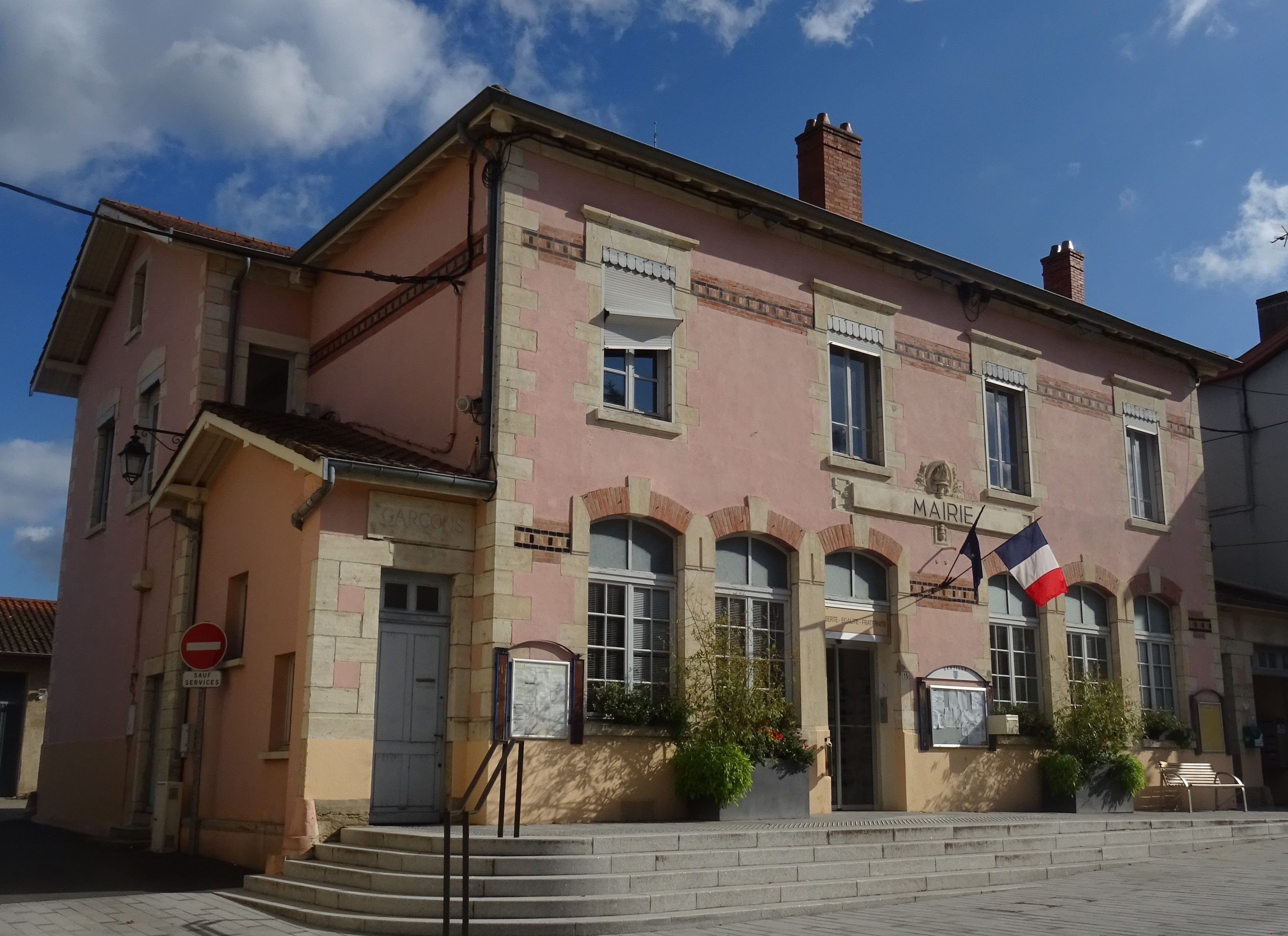
Mairie
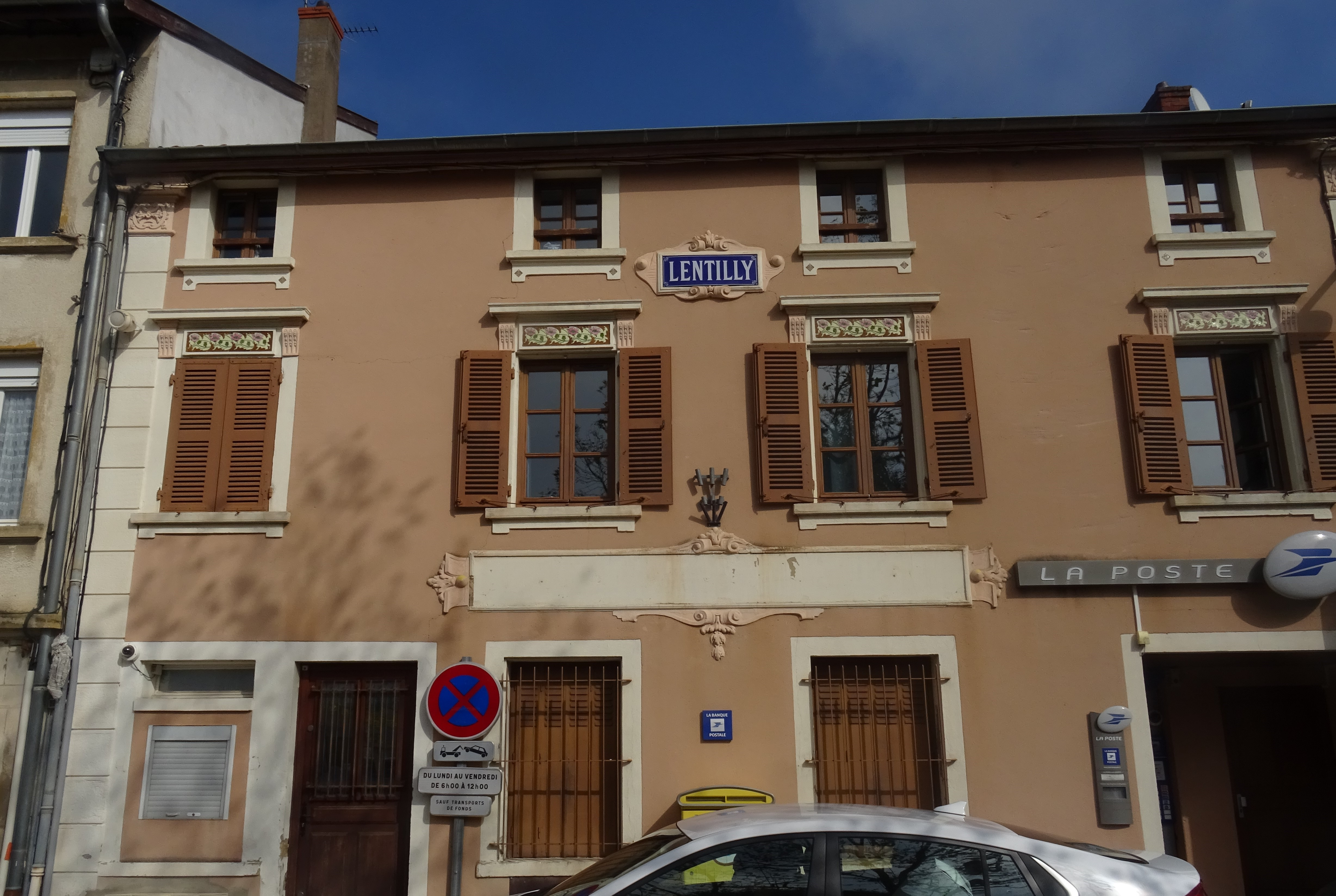
Bureau de poste
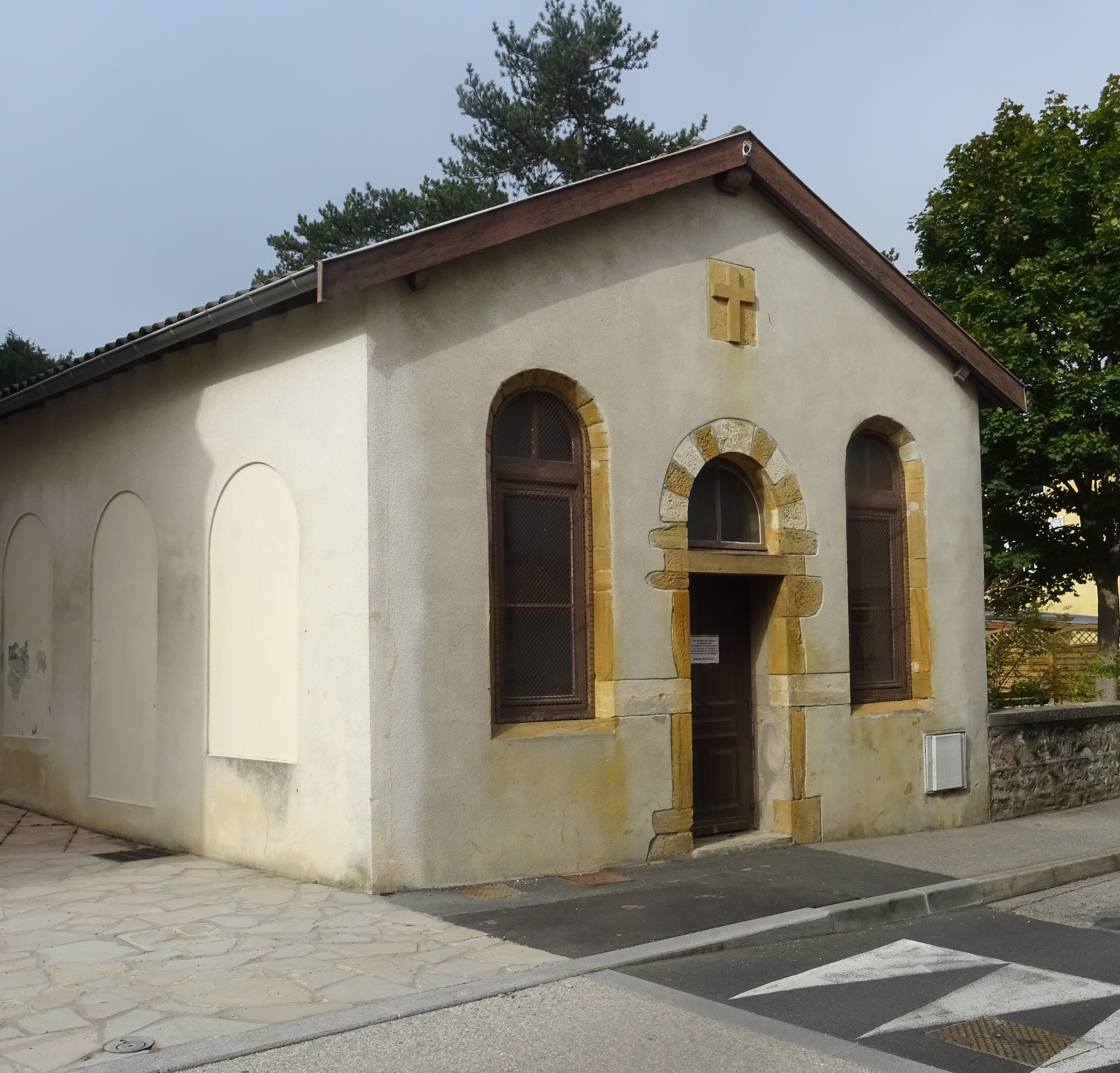
Chapelle

Sur le plan humain, des relations plus étroites se sont nouées au fil du siècle entre les Lentillois et la ville de Lyon. Le monde agricole a changé.

La statistique est très parlante : en 1901, le travail de la terre ne mobilisait plus que 69 % de la population active dont 38 % de propriétaires contre respectivement 85 % et 74 % en 1778. En 1913, la paysannerie locale ne maîtrisait plus que 50 % du foncier contre 79 % en 1778. La raison de cette évolution est que beaucoup de Lentillois ont migré vers la grande ville mais sont restés propriétaires de leurs terres. Ils confient désormais leurs exploitations à des fermiers. Alors que cette catégorie ne représentait, avec les métayers, que 6 % en 1778, en 1901, elle est forte de 15 % sans les métayers qui ont disparu. En un mouvement inverse, bien des membres de la bourgeoisie lyonnaise à la recherche d'une retraite campagnarde, sont devenus sensibles aux charmes de cette banlieue nord-ouest et y ont désormais leur château. Ce mouvement n'est pas sans rappeler celui qui inspirait les élites enrichies par le commerce et par la banque à l'époque de la Renaissance en quête de maisons des champs dans le voisinage. Le choix des bourgeois lyonnais du XIXe siècle se porte indifféremment sur les différents étages du grand plan incliné : Traluy est dans le bas de la commune, la Burette et les Charmilles à proximité de la gare, la Mignonette et Châtelard-Dru dans le bourg, Font-Rolland et Bois-Seigneur à mi-pente tandis que Mercruy, Malatray, Monplan et le Poirier ceinturent le mont Mercruy.

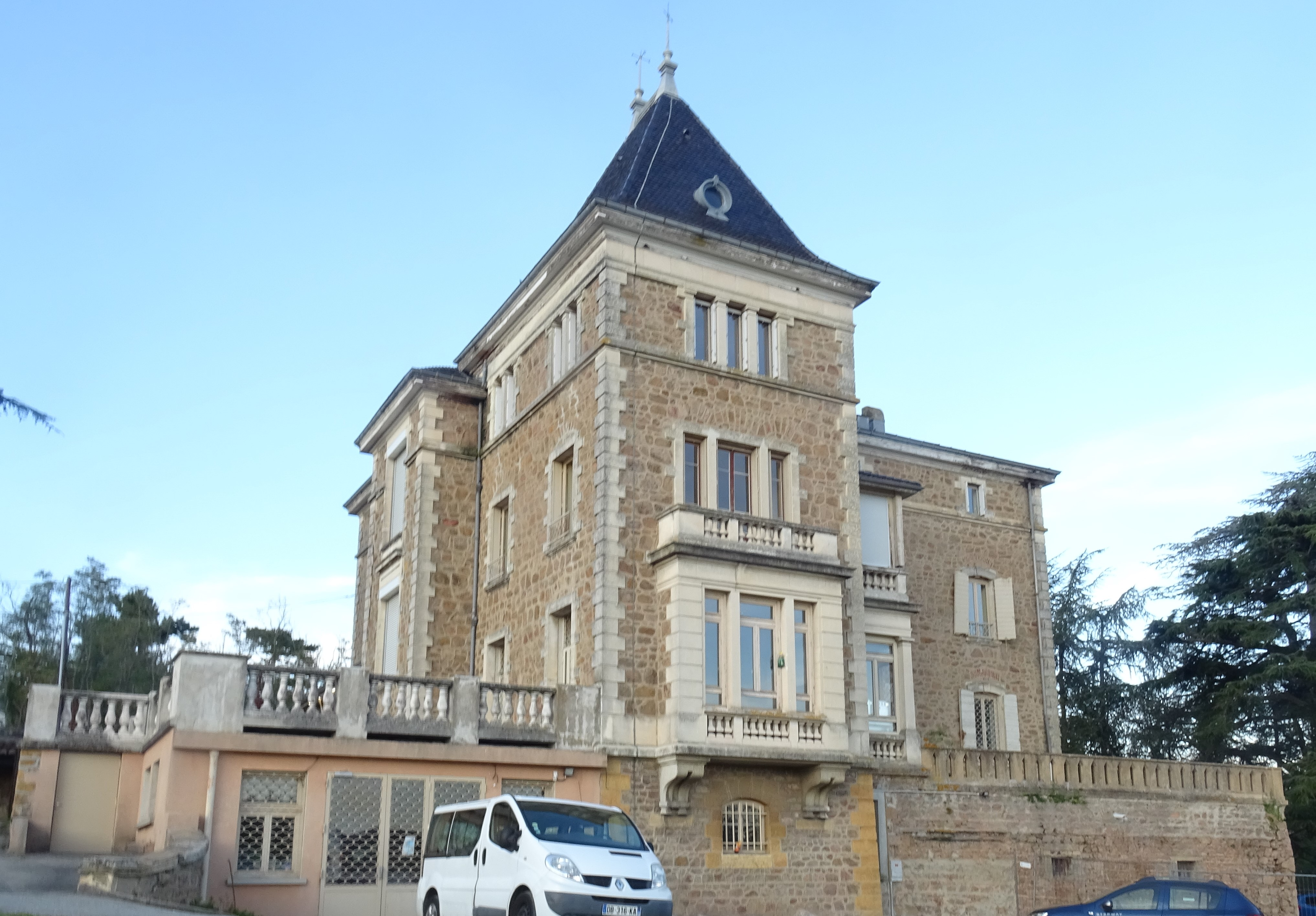
Le Poirier face sud
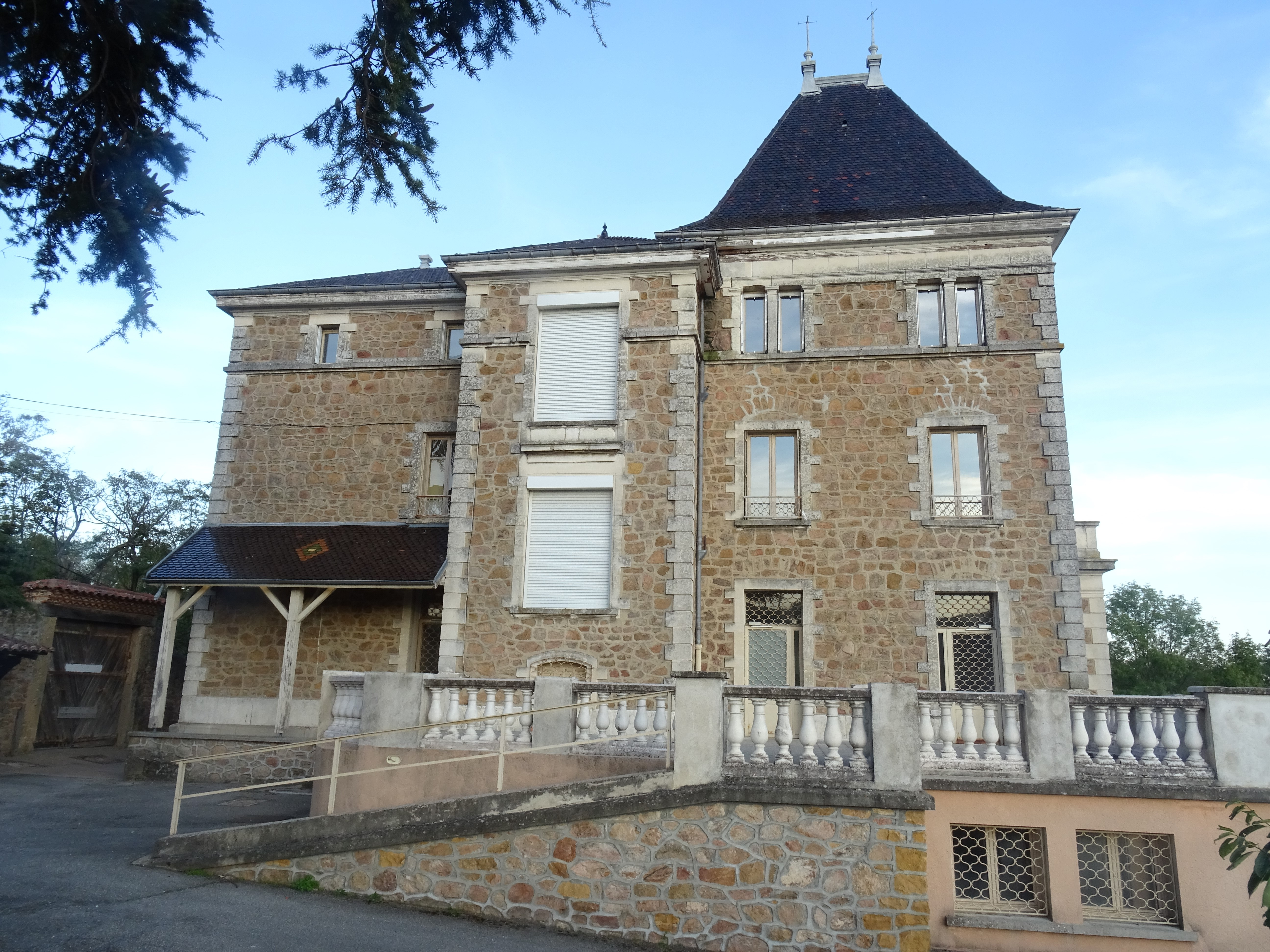
Château du Poirier façade ouest
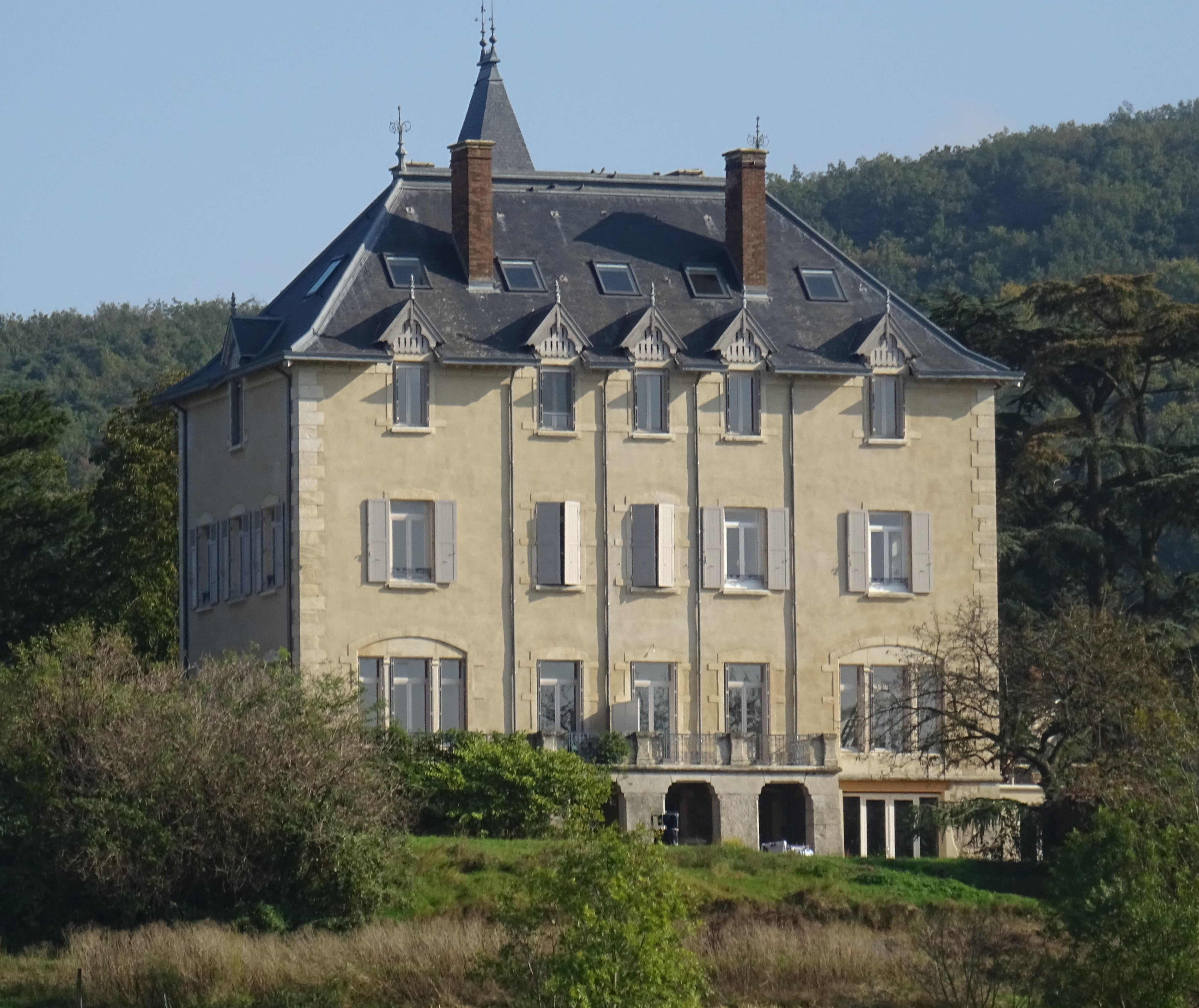
Malatray face nord
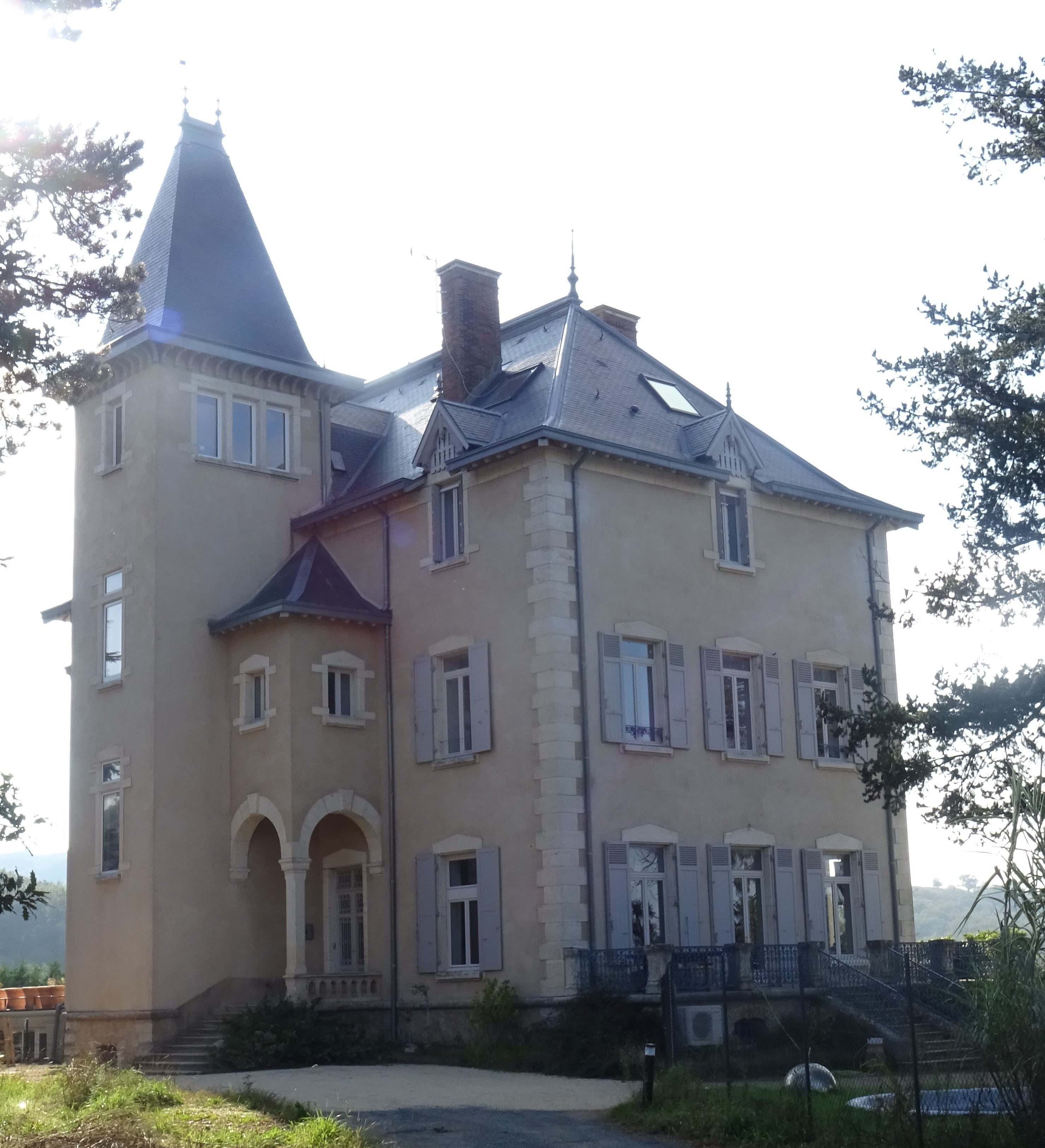
Au cœur de Malatray
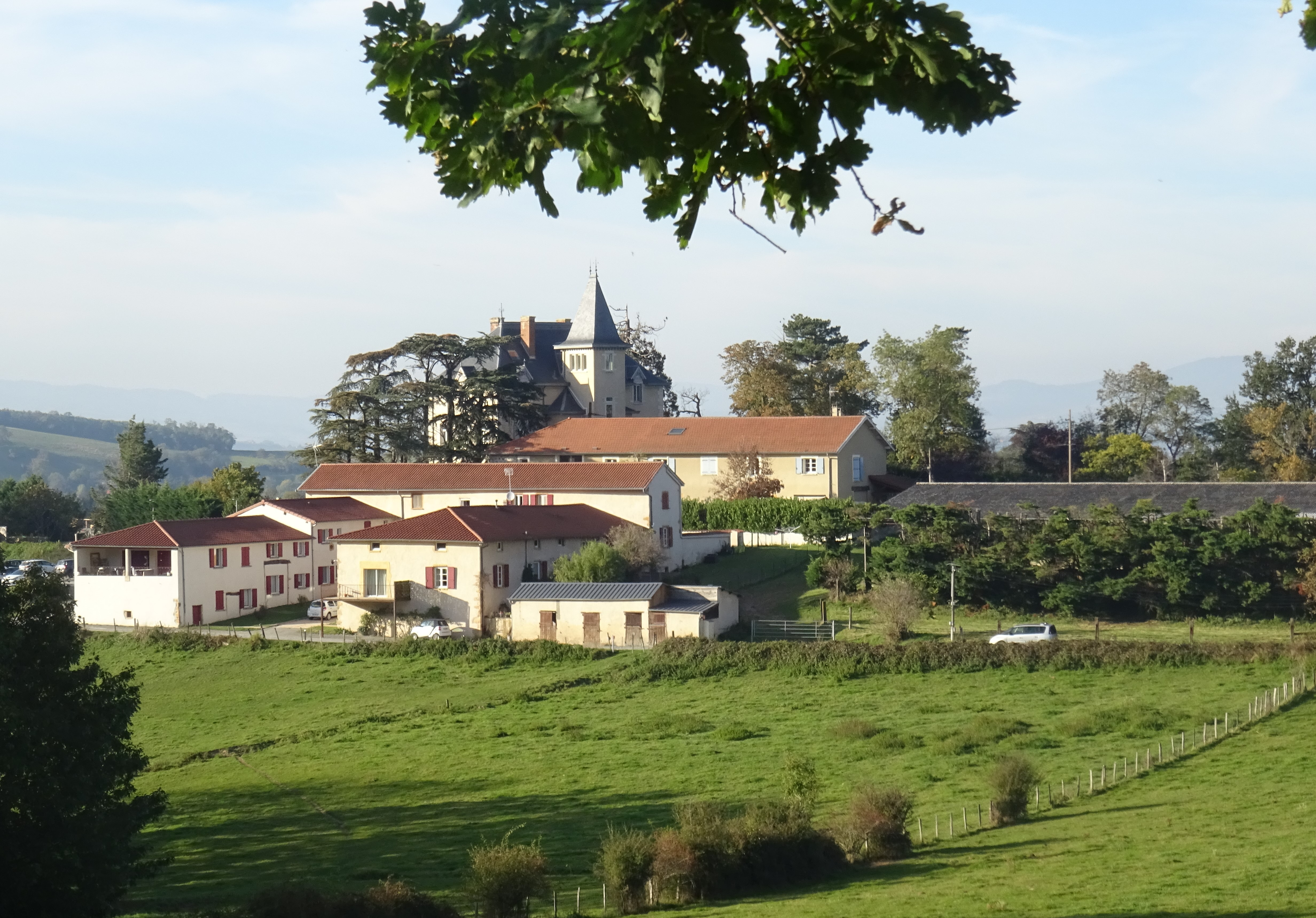
Centre équestre de Malatray
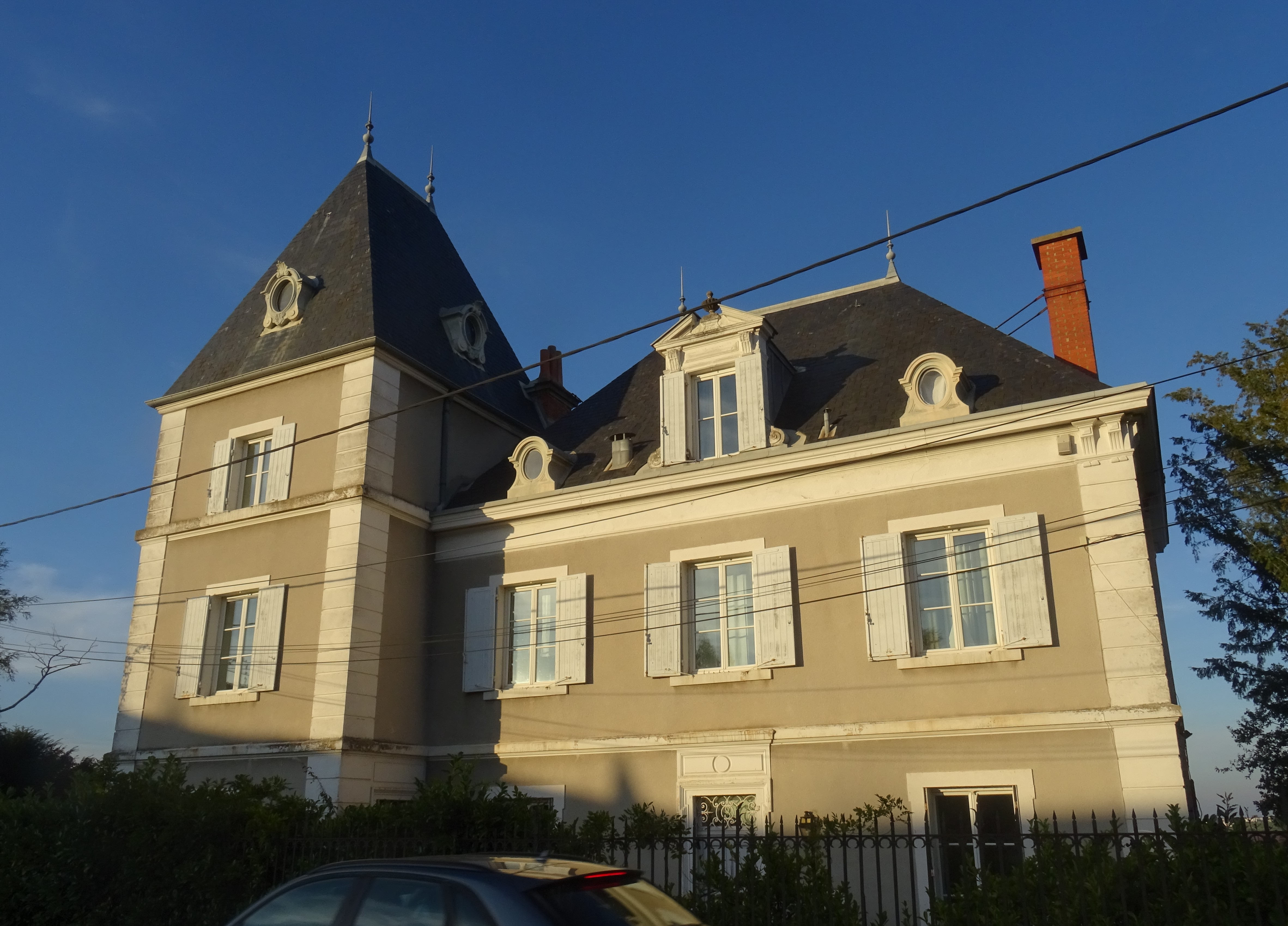
Château de Montplomb

Il convient de mettre à part dans cette liste Châtelard-Dru, Bois-Seigneur et le Poirier construits respectivement en 1832, 1842 et entre 1884 et 1890 par et pour des Lentillois. Il peut se faire que l’implantation lyonnaise soit ancienne : Claude Gravil propriétaire de Fond-Rolland était commys à la garde de la porte de Pierre-Scize dès 1600 ; Mercruy appartenait à un greffier chef de la douane de Lyon dès 1780. Mais les exemples d’initiatives lyonnaises se multiplient à la fin du XIXe siècle. Le fils du propriétaire de Montplan (renommé Monplomb) qui a fait construire le château en 1870 était premier clerc d’un avoué ; Malatray est le deuxième nom du château édifié vers 1880 par monsieur Guinet, soyeux de son état ; près de la gare, les Charmilles qui datent de 1894 ont été achetées en 1906 par un marchand de papiers peints et les Varines, à la fin du siècle, l’ont été par un gérant d’immeubles. Nous n’aurons garde d’oublier Traluy qui a été bâti en 1894 dans un style médiéval inspiré de Viollet-le-Duc pour un médecin des chemins de fer. Sa famille montrera son attachement à la commune de Lentilly en l’élisant pour sa sépulture : au cimetière la tombe des Reboul attire l’attention par le buste de marbre blanc de madame. Deux châteaux sont ouverts aujourd’hui au public : Châtelard-Dru est le siège de la Maison des associations et Malatray attire les amateurs de sports équestres..

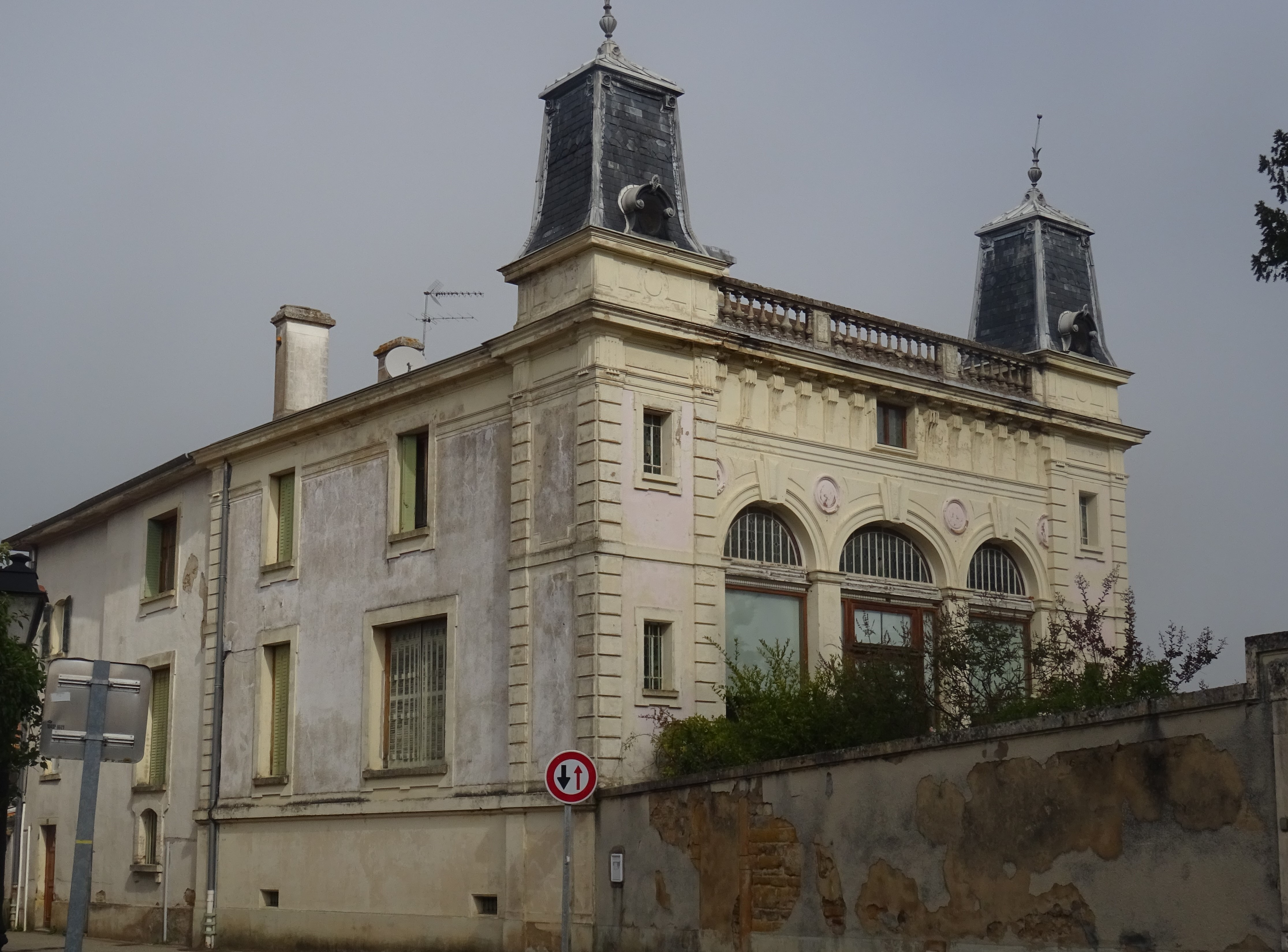
Château de la Mignonette
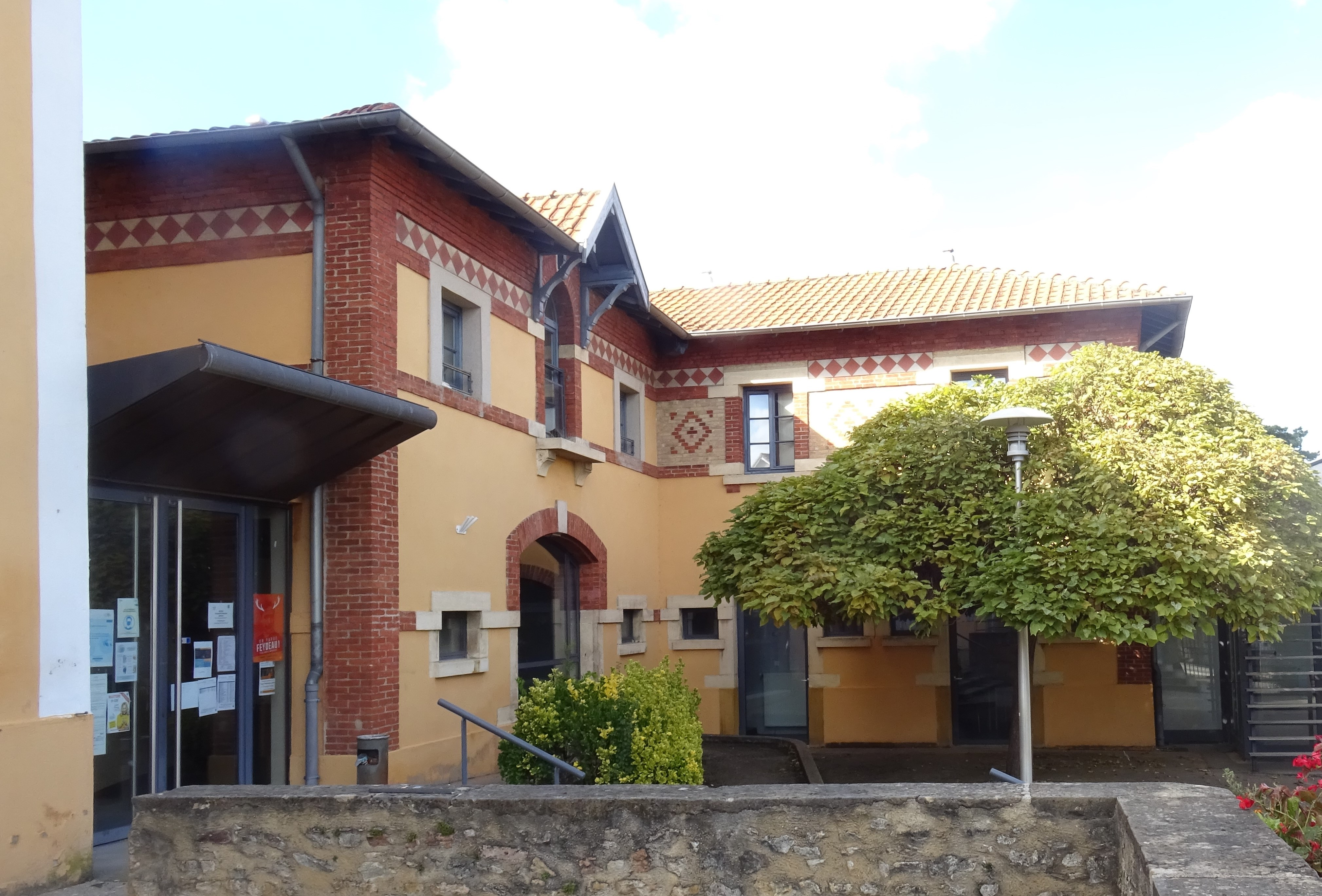
Château-Dru
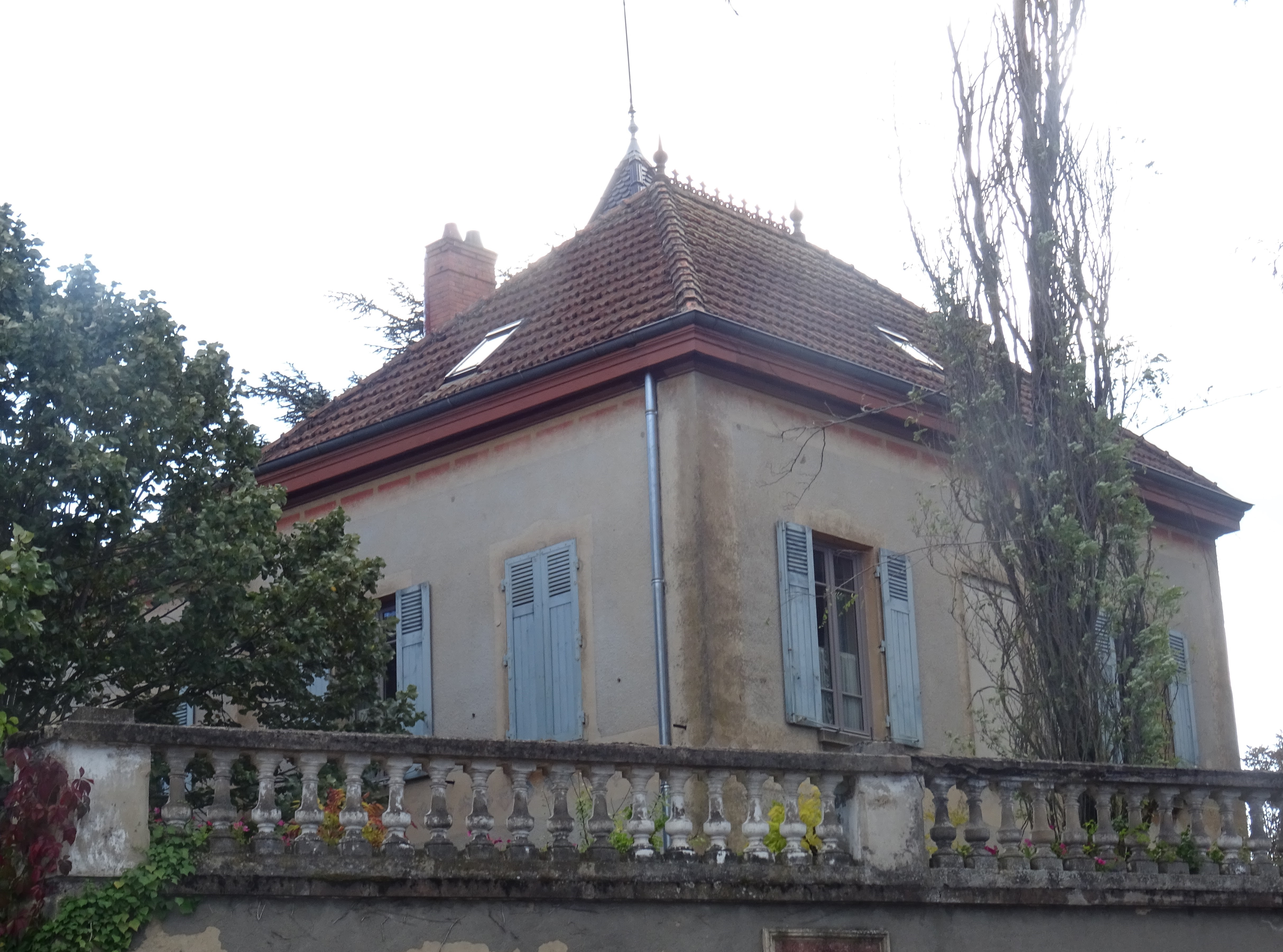
Les Charmilles
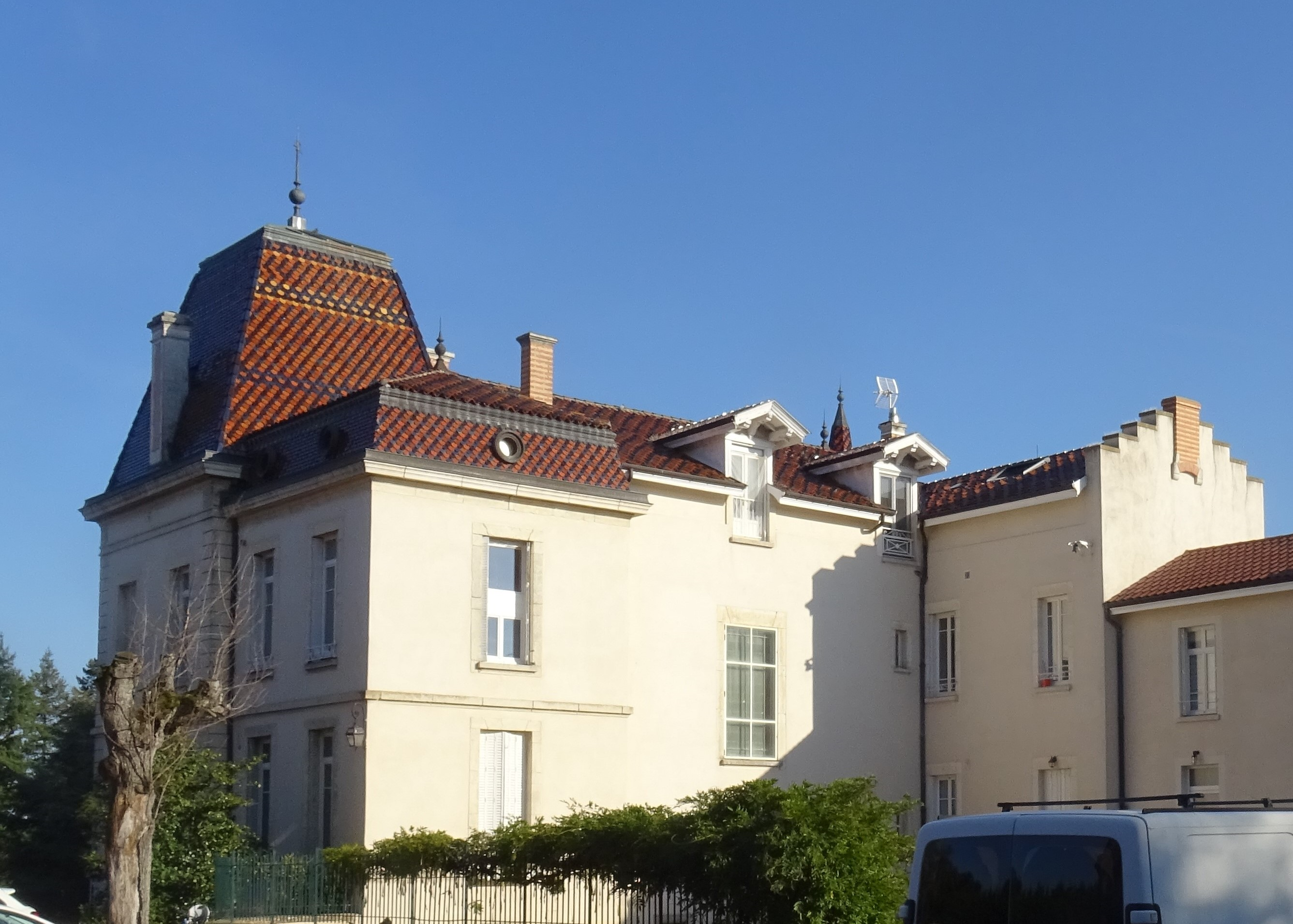
Les Varines
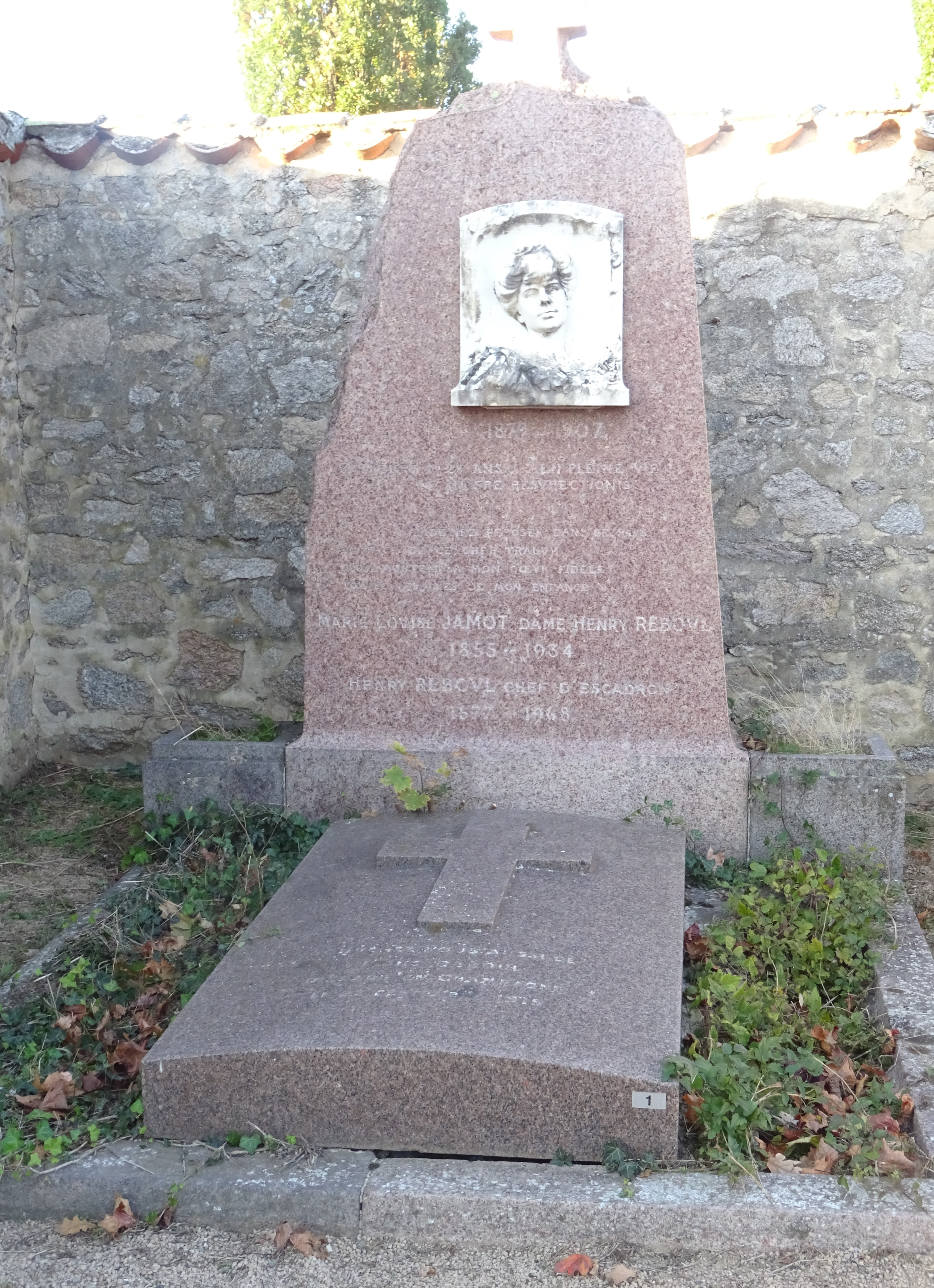
tombe Reboul

### Les années sombres (1914-1945)

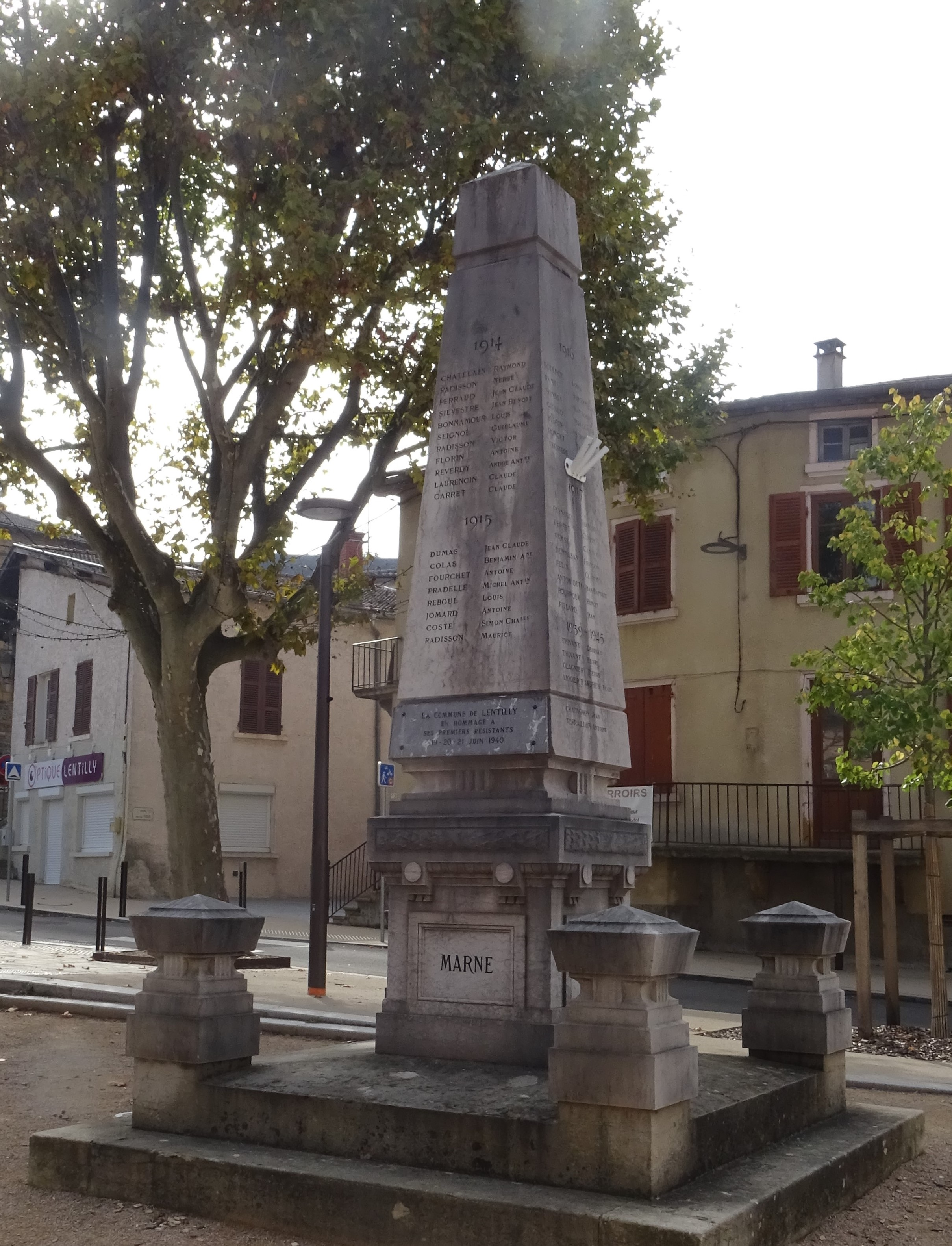
Monument aux morts

Les 1 203 habitants de Lentilly recensés en 1911 ne sont plus que 1 094 dix ans plus tard à pleurer leurs enfants tués sur le front, 1 043 même en 1926. Pour juger de la gravité des conséquences de la Grande Guerre, il ne suffit pas de prendre en compte la mort des combattants mais aussi le déficit de naissances. Le monument en mémoire des héros érigé à l'aide d'une collecte par quartiers a été inauguré le 25 août 1921. Une seule protestation : "Sur la place ! au milieu des vaches et de cochons, non pas ça" ! La Deuxième Guerre mondiale sera plus économe des vies des Lentillois, troublés principalement par les privations alimentaires mais le redressement démographique se fera attendre 18 ans avec le baby boom qui a suivi. Ils n'étaient encore que 1 123 en 1946 et 1 172 en 1954.

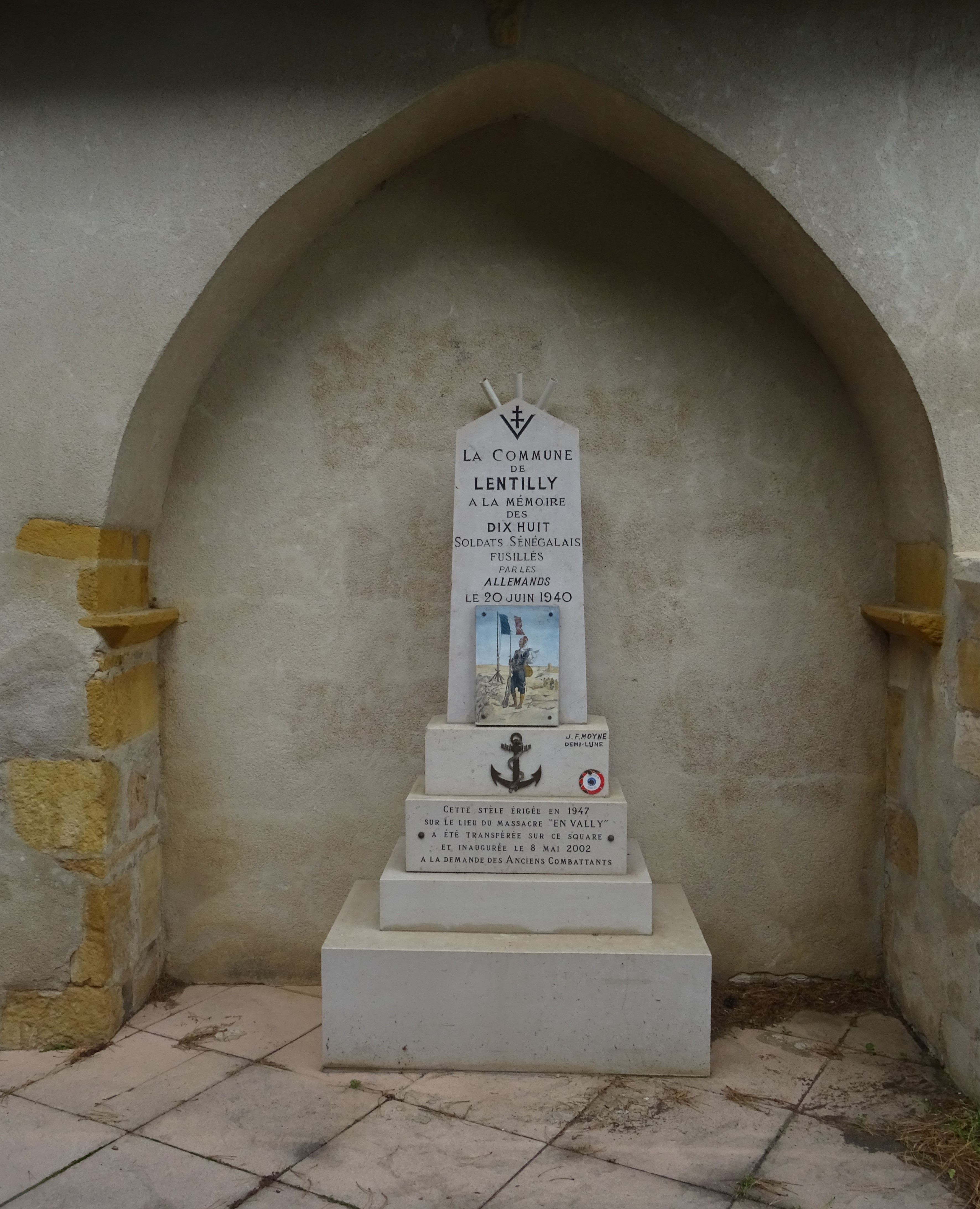
Stèle en mémoire des Sénégalais

Un seul épisode, mais particulièrement barbare, reste attaché à l’histoire de Lentilly pendant cette deuxième guerre. Il se situe en juin 1940, dans les derniers jours de l’invasion de la France par les troupes allemandes alors même que le maréchal Pétain vient d’appeler les soldats à cesser les combats le 17. Le 19, une partie du 2e bataillon du 25e régiment de tirailleurs sénégalais prend position à Lentilly pour faire barrage à l’ennemi. Les premiers éléments de la Wehrmacht arrivent au contact le 20 juin à 9 heures. Toute résistance paraissant vaine, l’ordre est donné à 14 heures par le commandant Dumont de cesser le feu. Les Allemands veulent s'assurer contre toute velléité de contre-attaque en prenant en otage le maire, son adjoint et une dizaine d’habitants menacés d’être fusillés. Quant aux soldats faits prisonniers, du seul fait de leur nationalité sénégalaise, 13 d’entre eux seront fusillés. La même méthode devait être appliquée à leurs compatriotes sur la commune de Chasselay. C’est pourquoi, leurs corps, ainsi que de ceux de leurs compagnons morts au combat (ils sont 18 au total), ont finalement été rassemblés au tata (cimetière) de cette commune après la guerre. La stèle érigée en leur mémoire, et d’abord installée sur les lieux du principal massacre, route de Mosouvre, a été transférée à côté de l’église.

### Rurbanisation

#### Population
On peut distinguer deux phases dans l’évolution démographique de Lentilly depuis la Deuxième Guerre mondiale. De 1946 à 1968 la population passe de 1 123 à 1 434 habitants, soit une croissance modérée de 28 % en 22 ans et un croît annuel de 1,3 %. La commune a encore gardé son caractère rural avec une densité de 78 habitants par km². En 2018, 50 ans plus tard, on compte 6 137 Lentillois. La croissance annuelle moyenne est de 6,2 %. La densité est de 334 habitants au km2. Un tel taux traduit une urbanisation accélérée ou, plus précisément, une rurbanisation !

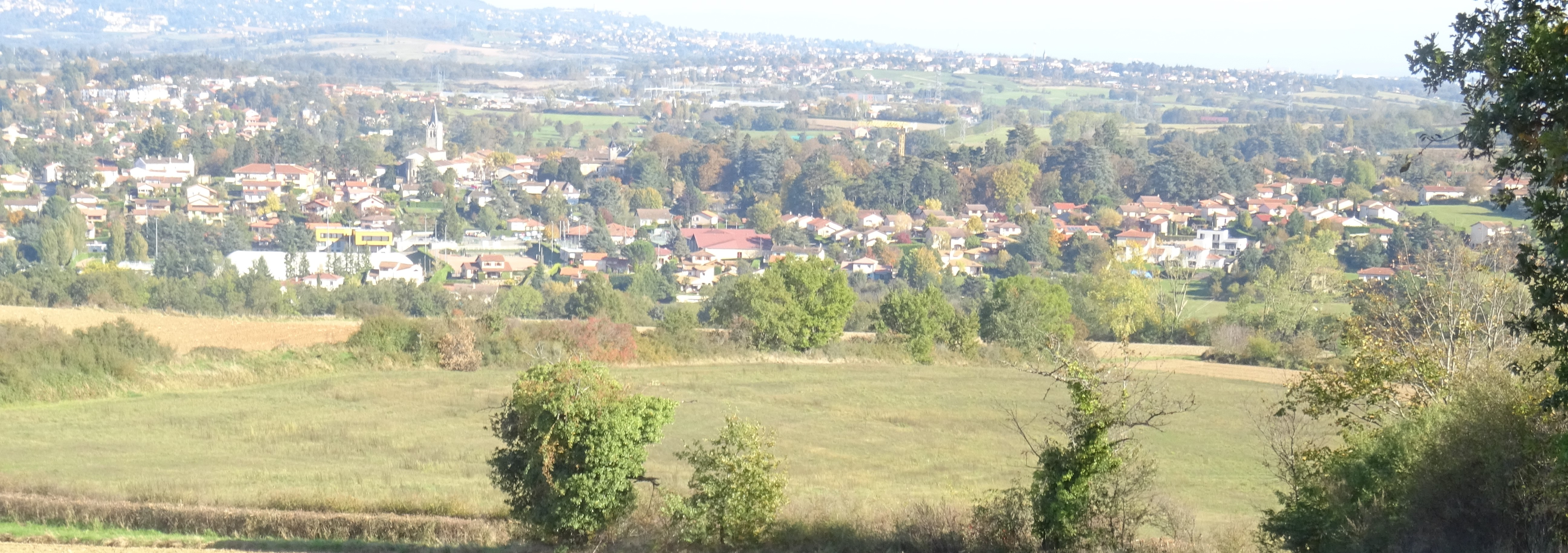
urbanisation autour du bourg

De tels chiffres ne s’expliquent que par un afflux de population depuis l’extérieur de la commune, en d’autres termes un solde migratoire positif exceptionnellement élevé. La période d’installation des nouveaux Lentillois est effectivement très récente. 17 % seulement sont dans des maisons construites antérieurement à 1988 ; le patrimoine mobilier date pour plus de la moitié du XXIe siècle. Cette urbanisation s’est faite exclusivement sous la forme de lotissements. Le bourg central n’a plus l’aspect d’un hameau relativement isolé parmi d’autres. Ces nouvelles constructions lui font comme une ceinture et les maisons s’égrènent vers le sud dans la montée jusqu’à la Rivoire, sur 1 500 mètres, voire jusqu’au Guéret à 2 km. Aux Burettes on peut parler d’un véritable quartier de la gare.
Le rapport à l’espace a donc fortement changé et l’agriculture a été la grande perdante. La part qui lui est réservée était estimée à 770 ha en l'an 2000 contre 1 550 en 1852 pour de multiples raisons : « développement des axes de communication, création de zones industrielles, explosion du nombre de constructions entourées de terrains d’agrément, utilisation de prairies par les propriétaires de chevaux, etc ».
On observe le même bouleversement sur le plan économique. L'agriculture n’occupe plus que 0,6 % de la population active et ce qu’il en reste a changé de nature. Les prairies naturelles et artificielles couvrent les deux tiers des surfaces agricoles. Parmi les cultures, le maïs fait maintenant concurrence au blé. La vigne a quasiment disparu. En matière d’élevage, si les rendements laitiers se sont fortement améliorés, une partie du troupeau des 400 bovins est destinée à la boucherie. Les chevaux sont presque aussi nombreux mais il s’agit de bêtes de selle. La majeure partie des 15 exploitations recensées en 2004 étaient tenues par des fermiers.
Les emplois se répartissent donc entre secteur secondaire et secteur tertiaire. En 2018, l’industrie et la construction mobilisent respectivement 33 % et 13,9 % des actifs, le commerce, les transports et les services divers 34,1 %. Restent 21,5% pour les personnels administratifs, enseignants, l’action sanitaire et sociale. Parmi les catégories socioprofessionnelles on notera la part très importante des cadres. Si l’on cumule les chiffres des diplômés de niveau égal ou supérieur à bac + 2, on atteint le pourcentage de 48.

## Politique et administration

### Liste des maires
| Période                                  | Période   | Identité                   | Étiquette | Qualité |
| ---------------------------------------- | --------- | -------------------------- | --------- | --- |
| juin 2020                                | En cours  | Nathalie Sorin             | DVC       | Ingénieur en mathématiques et finance                                                                                  |
| mars 2014                                | juin 2020 | Nicole Vagnier             | DVD       | Employée Conseillère régionale de Rhône-Alpes (2010 → 2015) Conseillère régionale d'Auvergne-Rhône-Alpes (2015 → 2021) |
| mars 2008                                | mars 2014 | Jacques Vial               | PS        | Retraité de l'enseignement                                                                                             |
| 2003                                     | mars 2008 | Patrice Denard             | NC        | Avocat |
| juin 1995                                | 2003      | Michel Laurent             | DVD       | |
| mars 1977                                | juin 1995 | Gabriel Bringuier          |           | Pharmacien |
| 1965                                     | 1977      | Louis Granier              |           | |
| 1945                                     | 1965      | François Poizat            |           | Agriculteur |
| 1929                                     | 1945      | Xavier Jeantet             |           | |
| 1928                                     | 1929      | Henri Pierre Crozier       |           | |
| 1908                                     | 1928      | Guy Chambaud de la Bruyère | Rad.      | |
| 1904                                     | 1908      | Édouard Delolme            |           | |
| 1898                                     | 1904      | Jean Antoine Mollon        |           | Agriculteur |
| 1892                                     | 1898      | Xavier Dru                 |           | Propriétaire |
| 1882                                     | 1892      | Jean-Pierre Bouchard       |           | Agriculteur |
| 1876                                     | 1882      | Jean Bariot                |           | Agriculteur |
| 1874                                     | 1876      | Michel Cherblanc           |           | Aubergiste |
| 1870                                     | 1874      | Geoffroy Jay               |           | Agriculteur |
| 1860                                     | 1870      | Michel Cherblanc           |           | Aubergiste |
| 1848                                     | 1860      | Hugues Cozona              |           | Agriculteur |
| 1846                                     | 1848      | Michel Cherblanc           |           | Aubergiste |
| 1843                                     | 1846      | Jean-Guy Jolyclerc         |           | Propriétaire |
| 1840                                     | 1843      | Jean Antoine Félix         |           | Agriculteur |
| 1834                                     | 1840      | Simon Dru                  |           | Agriculteur |
| 1823                                     | 1834      | Etienne Jollion            |           | Agriculteur |
| 1818                                     | 1823      | Marcelin Clerc             |           | Bourgeois de Lyon nommé par le Préfet                                                                                  |
| 1816                                     | 1818      | Jean Ramel                 |           | Agriculteur |
| 1815                                     | 1815      | Simon Dru                  |           | Remplacement pendant les Cent-Jours.                                                                                   |
| 1810                                     | 1815      | Jean Ramel                 |           | Agriculteur |
| 1806                                     | 1810      | de Boissieu fils           |           | Propriétaire de Cruzol                                                                                                 |
| 1798                                     | 1806      | Etienne Bouchard           |           | Agriculteur |
| 1796                                     | 1798      | Hugues Riboulet            |           | Agriculteur |
| 1795                                     | 1796      | Allagrolle                 |           | Agriculteur |
| 1790                                     | 1795      | Jean Cogny                 |           | Agriculteur |
| Les données manquantes sont à compléter. |           |                            |           | |

## Population et société

### Démographie
L'évolution du nombre d'habitants est connue à travers les recensements de la population effectués dans la commune depuis 1793. Pour les communes de moins de 10 000 habitants, une enquête de recensement portant sur toute la population est réalisée tous les cinq ans, les populations de référence des années intermédiaires étant quant à elles estimées par interpolation ou extrapolation. Pour la commune, le premier recensement exhaustif entrant dans le cadre du nouveau dispositif a été réalisé en 2004.

En 2022, la commune comptait 6 541 habitants, en évolution de +20,02 % par rapport à 2016 (Rhône : +3,93 %, France hors Mayotte : +2,11 %).
| 1793 | 1800  | 1806  | 1821  | 1831  | 1836  | 1841  | 1846  | 1851  |
| ---- | ----- | ----- | ----- | ----- | ----- | ----- | ----- | ----- |
| 950  | 1 061 | 1 033 | 1 072 | 1 180 | 1 189 | 1 219 | 1 236 | 1 269 |

| 1856  | 1861  | 1866  | 1872  | 1876  | 1881  | 1886  | 1891  | 1896  |
| ----- | ----- | ----- | ----- | ----- | ----- | ----- | ----- | ----- |
| 1 317 | 1 257 | 1 237 | 1 174 | 1 258 | 1 346 | 1 367 | 1 259 | 1 248 |

| 1901  | 1906  | 1911  | 1921  | 1926  | 1931  | 1936  | 1946  | 1954  |
| ----- | ----- | ----- | ----- | ----- | ----- | ----- | ----- | ----- |
| 1 197 | 1 255 | 1 203 | 1 094 | 1 043 | 1 124 | 1 108 | 1 123 | 1 172 |

| 1962  | 1968  | 1975  | 1982  | 1990  | 1999  | 2004  | 2006  | 2009  |
| ----- | ----- | ----- | ----- | ----- | ----- | ----- | ----- | ----- |
| 1 257 | 1 434 | 2 113 | 2 537 | 3 819 | 4 719 | 5 013 | 5 110 | 5 296 |

| 2014  | 2019  | 2022  | - | - | - | - | - | - |
| ----- | ----- | ----- | - | - | - | - | - | - |
| 5 260 | 6 480 | 6 541 | - | - | - | - | - | - |

### Enseignement
La commune abrite :
Trois écoles : une école maternelle, une école primaire publique, et une privée.
Un collège : Jacques-Cœur.

### Manifestations culturelles et festivités
La mairie de Lentilly organise chaque année une "Saison Culturelle" dans l'espace culturel La Passerelle. Chaque mois un spectacle est proposé : concert, théâtre, arts de rue, etc.

### Transports
Le tram-train Sncf faisant la ligne "Lyon-Saint-Paul - Sain-Bel" effectue des lignes régulières toutes les demi-heures de 5 h à 19 h (tous les quarts d'heure aux heures de pointe) et après 21h ce sont des bus "Lyon Gorge de Loup - Sain Bel" qui effectue des trajets toutes les heures jusqu'à 23 h 30. Le tram-train s'arrête à la station Lentilly Charpenay (dans la ZI de Lentilly) et la station Lentilly Gare (en centre village).
La ligne régulière 116 Cours La Ville - Gorge de loup passe à trois points d'arrêts à Lentilly deux, trois fois par jour. La ligne d'autocars 142 (Marcy l'étoile-Aveize)
La ligne TCL 98 dessert également le sud-ouest de la commune en direction de Gorge-de-Loup et de Sain Bel.

### Santé
Des docteurs, infirmières, dentistes, orthophonistes, psychologues, ostéopathe…
En 2014 une maison de la santé a été construite au centre du village.

### Sécurité
Un poste de police municipale est implanté au cœur du village.

### Sports
Futsal, foot, tennis, escalade, tennis de table, judo, basket... peuvent être pratiqués au complexe sportif de la ville. Mais aussi de l'équitation. De nombreuses associations sportives proposent un large choix d'activités pour tous les âges.
À noter cependant que la ville n'abrite aucune piscine.

### Culture
Lentilly dispose d'un centre culturel, La Passerelle. Ce centre contient des salles de classe pour l'association musicale, une salle de spectacle et une médiathèque enrichie d'un espace numérique. Des accès handicapés sont en place.

### Environnement
Des manifestations sont organisées par la mairie et les différentes associations du village.

### Culte

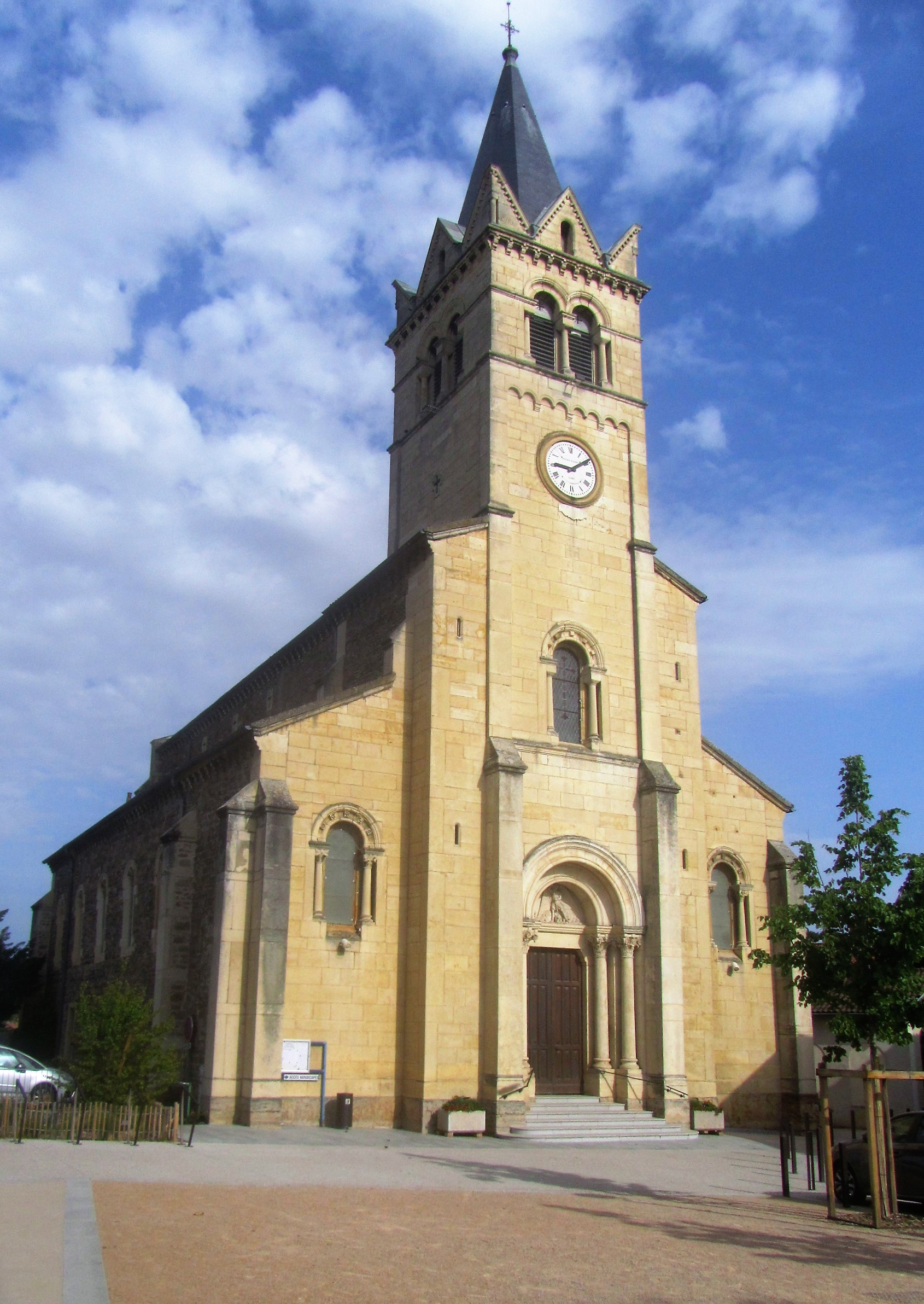
Église de Lentilly
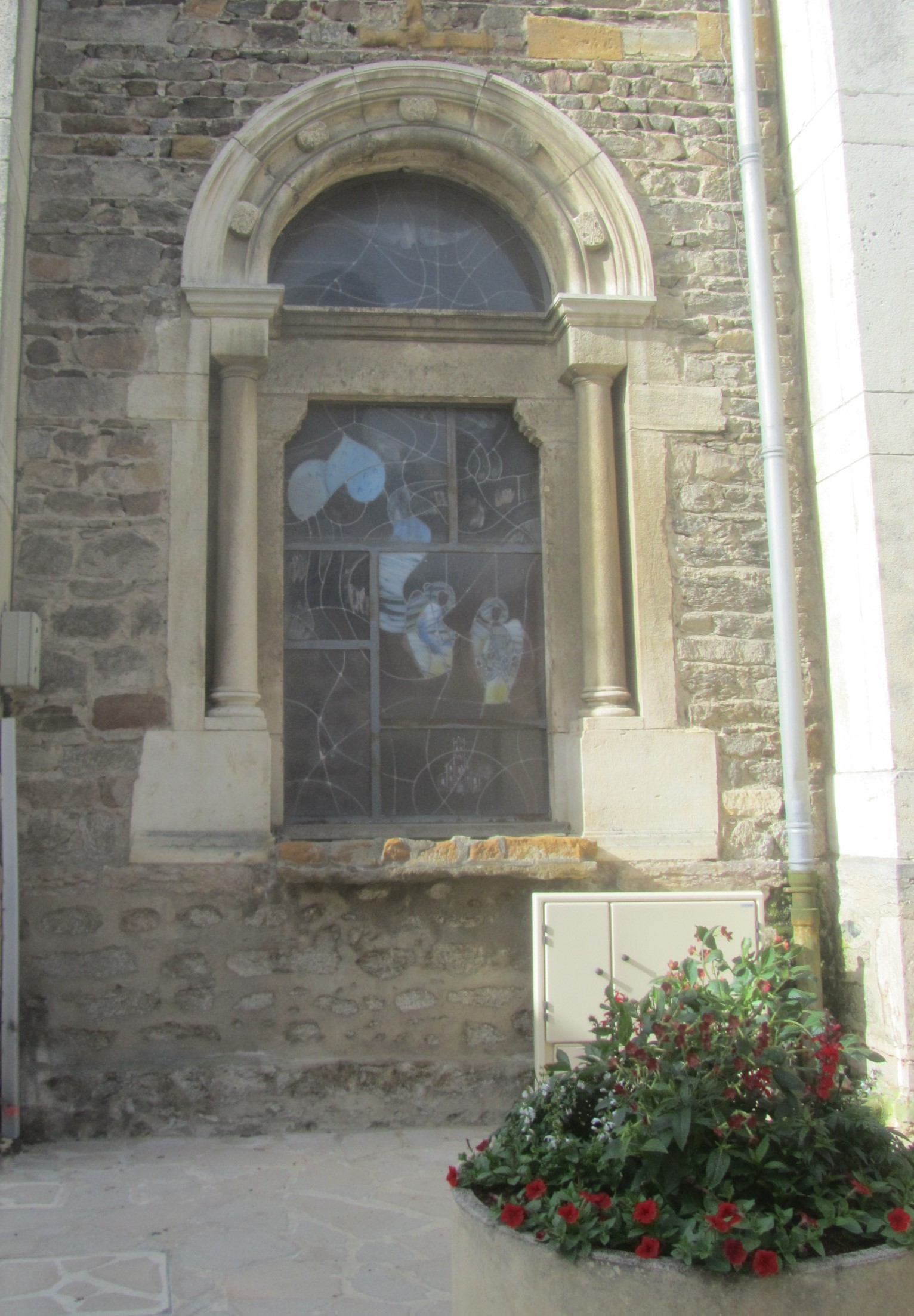
Église de Lentilly détail
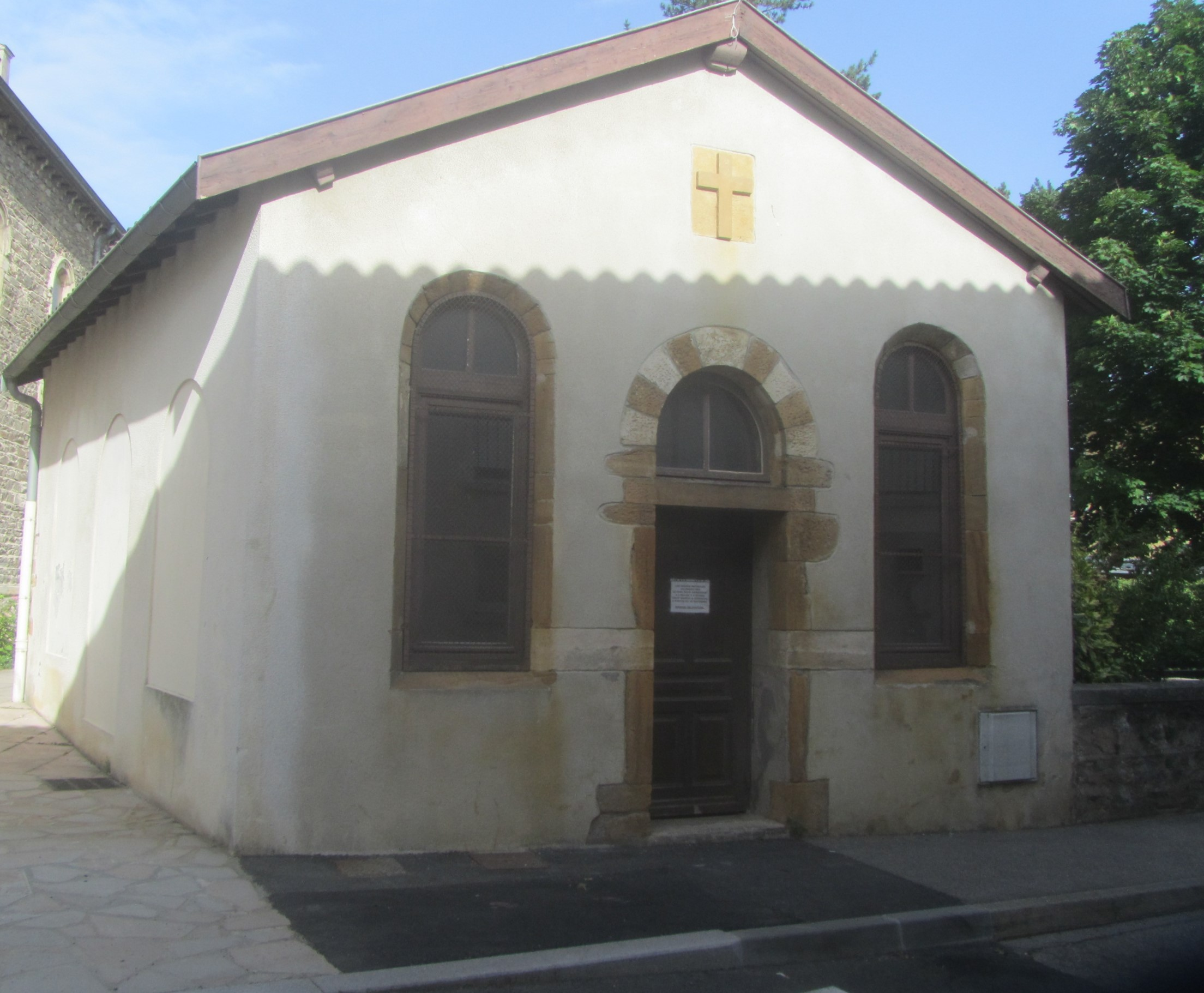
Chapelle de Lentilly

L'église paroissiale Saint-Laurent est dans le centre bourg. La paroisse de Lentilly s'appelle La paroisse de l'esprit saint des portes de Lyon.
Jusqu'en 2002 la paroisse était individuelle, ne contenait qu'une seule église. Après cela elle fut regroupée avec les églises de La Tour De Salvagny et Dommartin.

## Économie

### Revenus de la population et fiscalité
En 2010, le revenu fiscal médian par ménage était de 45 632 €, ce qui plaçait Lentilly au 756e rang parmi les 31 525 communes de plus de 39 ménages en métropole.

## Culture locale et patrimoine

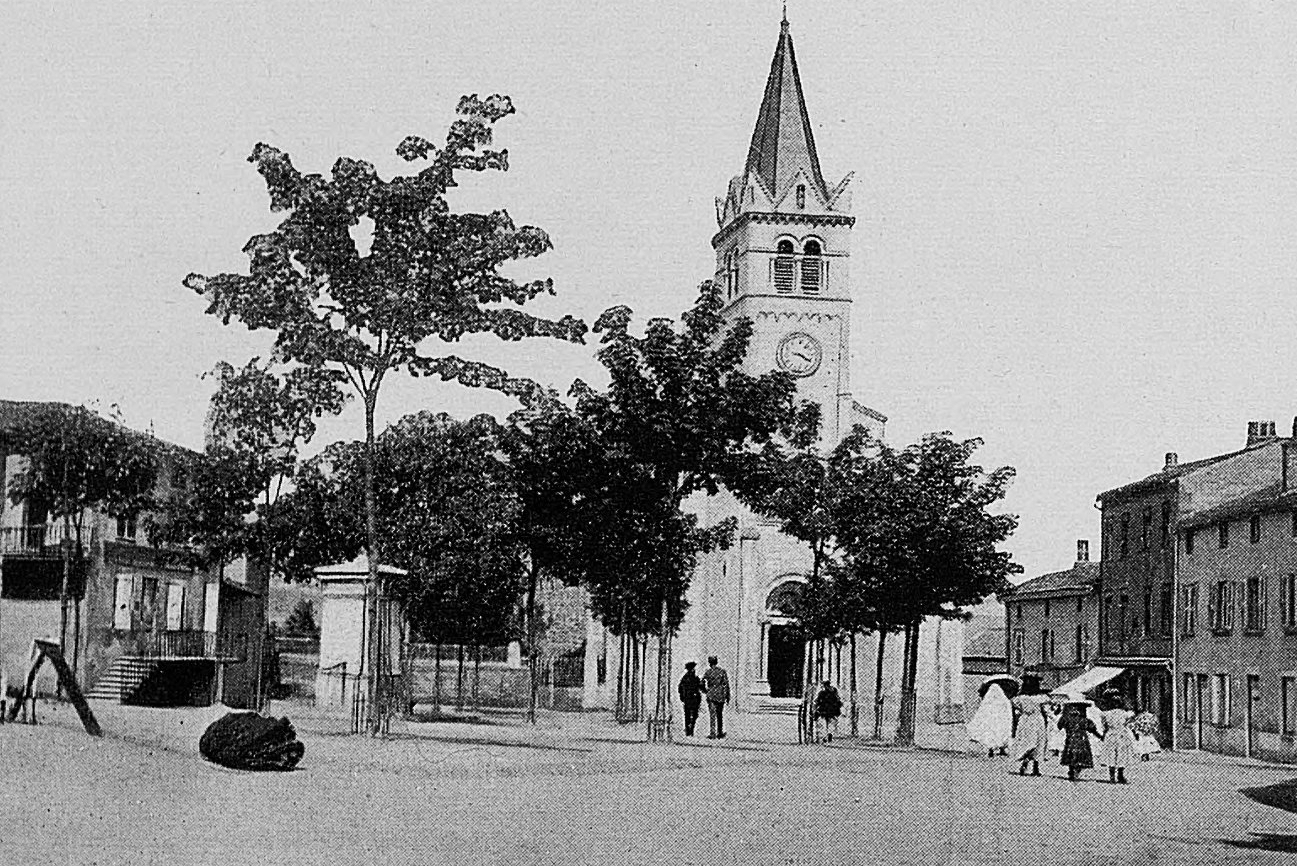
Place de l'église au début du XXe siècle.

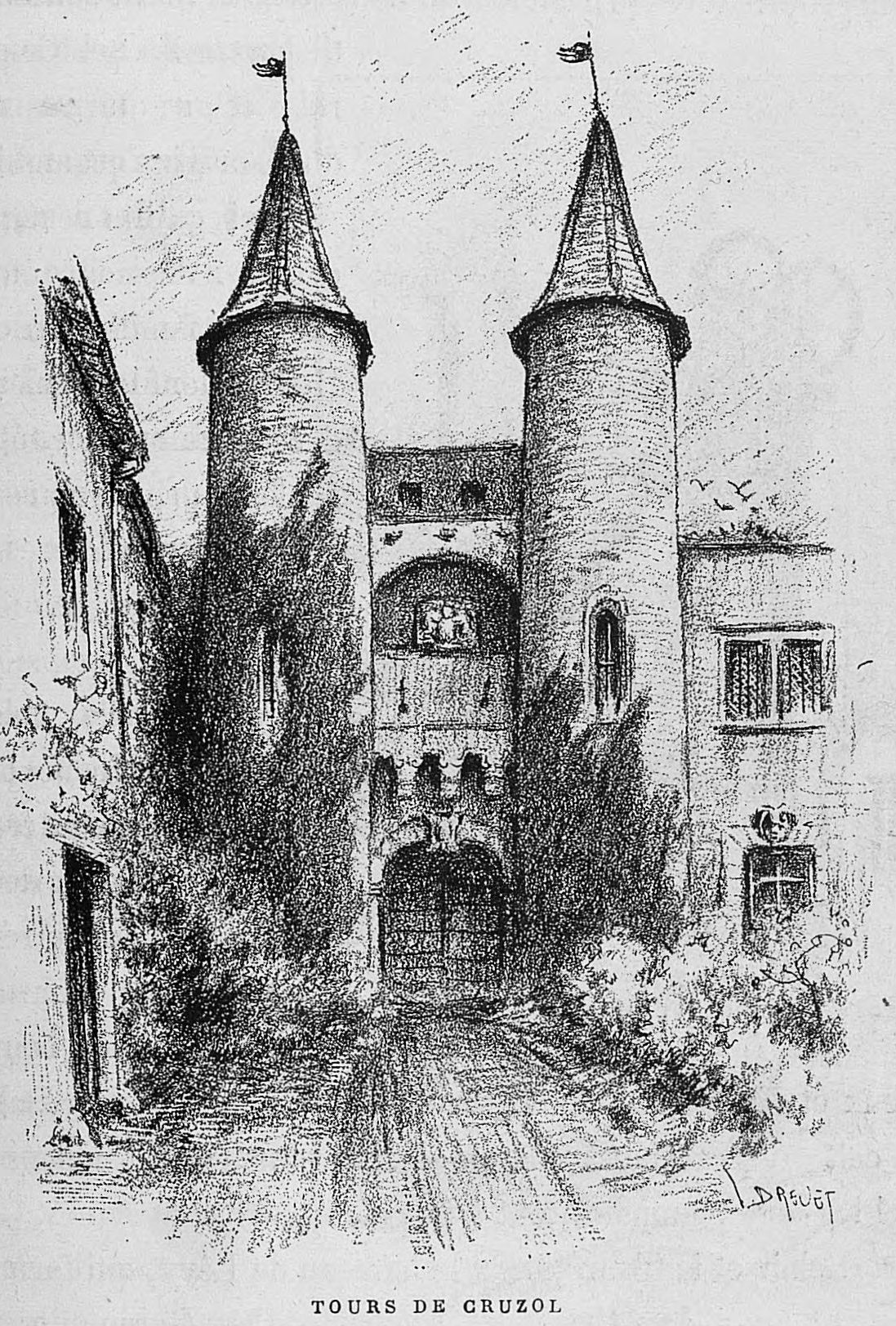
Tours de Cruzol, illustrées par Joannès Drevet (1854–1940).

### Lieux et monuments
- Le vieux Lentilly articulé autour de la place, avec les vestiges du château du bourg
- La croix située dans le vieux Lentilly sur la place de la Grand Croix, dont l'origine remonte à 1550, a été réédifiée en 1882[44]
- Château de Cruzols situé dans le hameau de Cruzol
- Sommet de Mercruy et les vestiges du fanum (non visibles)
- Aqueduc romain de la Brévenne : l'aqueduc traverse la commune une première fois dans la vallée du ruisseau de Contresens puis traverse la commune d'ouest en est par les lieux-dits : les Landes, le Guéret, la Rivoire, la Chaux, En Roi, les Molières et Charpenay[45].
- Plus d’une dizaine de maisons bourgeoises, appelées châteaux se sont construites à Lentilly à partir du XIXe siècle. Ces maisons ont souvent été édifiées par de riches Lyonnais fabriquant de la soie, ou bien marchands, notaires.

## Personnalités liées à la commune
- Jean-Jacques de Boissieu
- Pierre-Maxime Relave (abbé à Lentilly de 1903 à 1928)
- Lionel Régal
- Daniel Rebillard
- Renaud II de Forez